# 北京工业大学
北京工业大学（英語：Beijing University of Technology），简称北工大，创立于1960年，是一所以工学为主，理学、工学、文学、法学、经济学、管理学、教育学、艺术学相结合的综合性市属重点大学，于1981年成为国家教育部批准的第一批硕士学位授予单位，1985年成为博士学位授予单位，1996年通过国家“211工程”预审。2017年9月，学校正式进入国家一流学科建设高校行列。2020年8月，2020软科世界大学学术排名发布，北京工业大学首次进入全球500强。2021年，工程学，材料科学，化学，环境科学与生态学、计算机科学、生物学与生物化学共6个学科进入ESI前%1。现时为QS世界大学排名中国内地50强大学，是“双一流”和原“211工程”重点建设大学。
北京工业大学共有平乐园、通州、中蓝、管庄、花园村、琉璃井和惠新东街7个校区，总占地约96.0151万平方米，其中平乐园校区为校本部，通州校区为大部分大一新生所在校区。学校定期出版《北京工业大学学报》《北京工业大学学报（社会科学版）》等学术刊物。
校训是“不息为体，日新为道”，取自唐代哲学家刘禹锡的《问大钧赋》“以不息为体，以日新为道”。“不息”源自《周易》“乾”卦的象词“天行健，君子以自强不息”，“体”则有物质存在的状态、本体、本性、禀性之意；“日新”源自《尚书·盘铭》“苟日新，日日新，又日新”，“道”，则有本质、法则、规律、主张、宗旨之意。学校校花为海棠花，校树为银杏树。

## 校史发展

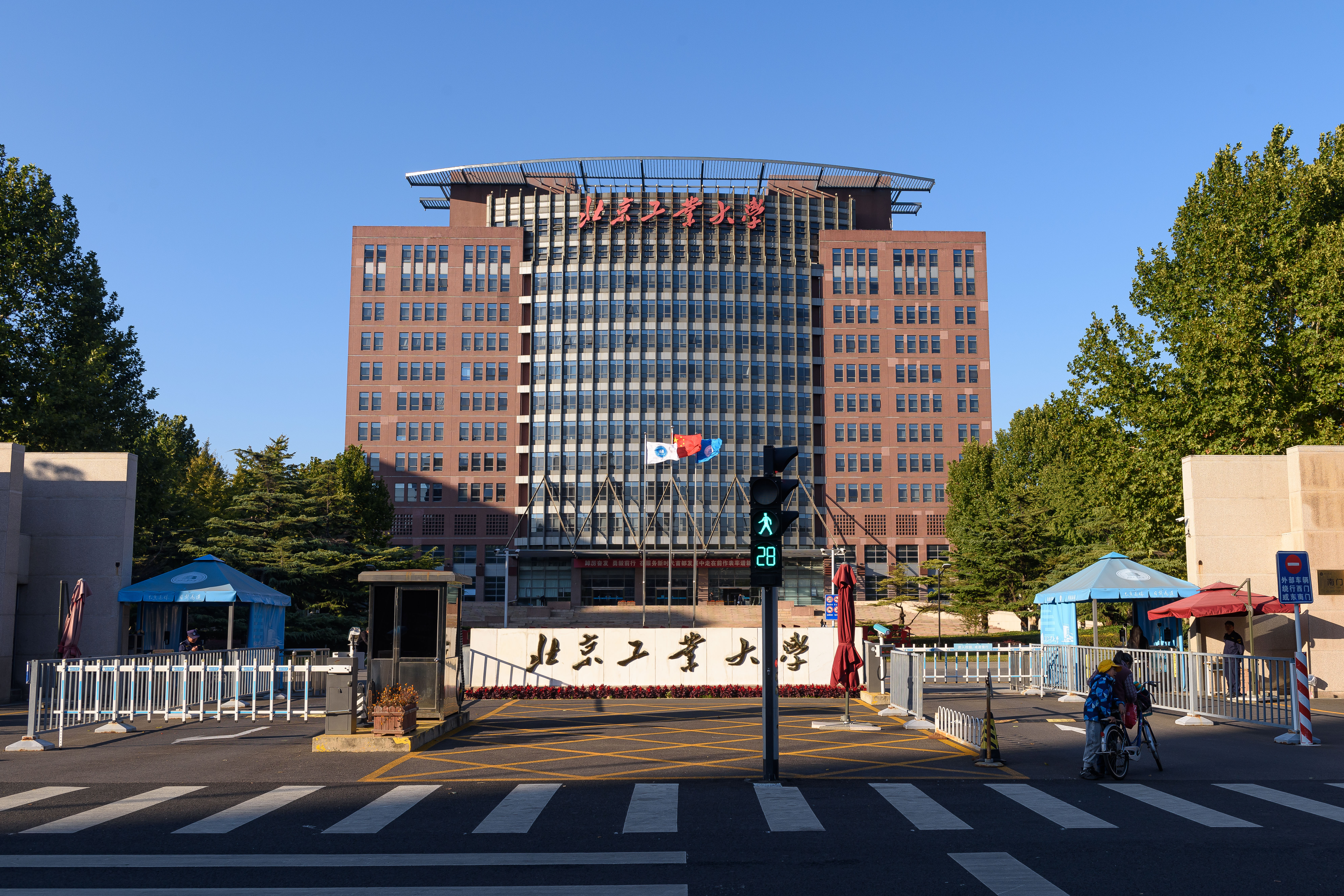
北京工业大学大门（南门）

1959年12月，中共北京市委决定创办北京工业大学，派遣北京地质学院党委副书记尹凤翔具体负责筹办工作。时任中共北京市委第二书记刘仁计划把北京工业大学建成一所容纳两万学生的中国一流大学。筹建过程中，学校的选址几经波折。最初的计划是在朝阳区豆各庄兴建校址，北京市城市规划管理局在1959年12月通过了这一计划。然而，情况有变，学校不得不另选新址。在朝阳区水碓子和昌平十三陵两个选项中，学校选定了水碓子。然而，水碓子距离规划中的使馆区较近，计划再次告吹。之后，学校比较了昌平西山口和怀柔桥梓两个备选方案。学校最终在1961年确定在怀柔水库旁的口头村建设校园。由于校址迟迟未能确定，为了让北京工业大学在1960年如期开学，北京市决定将位于平乐园原计划作为北京第二化工学校校舍的建筑暂时供北京工业大学使用。由于经济困难，政府取消了在怀柔建设校区的计划，平乐园校址成为了北京工业大学的永久校区。
1960年9月，北京工业大学正式开学，设机械、电机、无线电、化工、数理5个系。

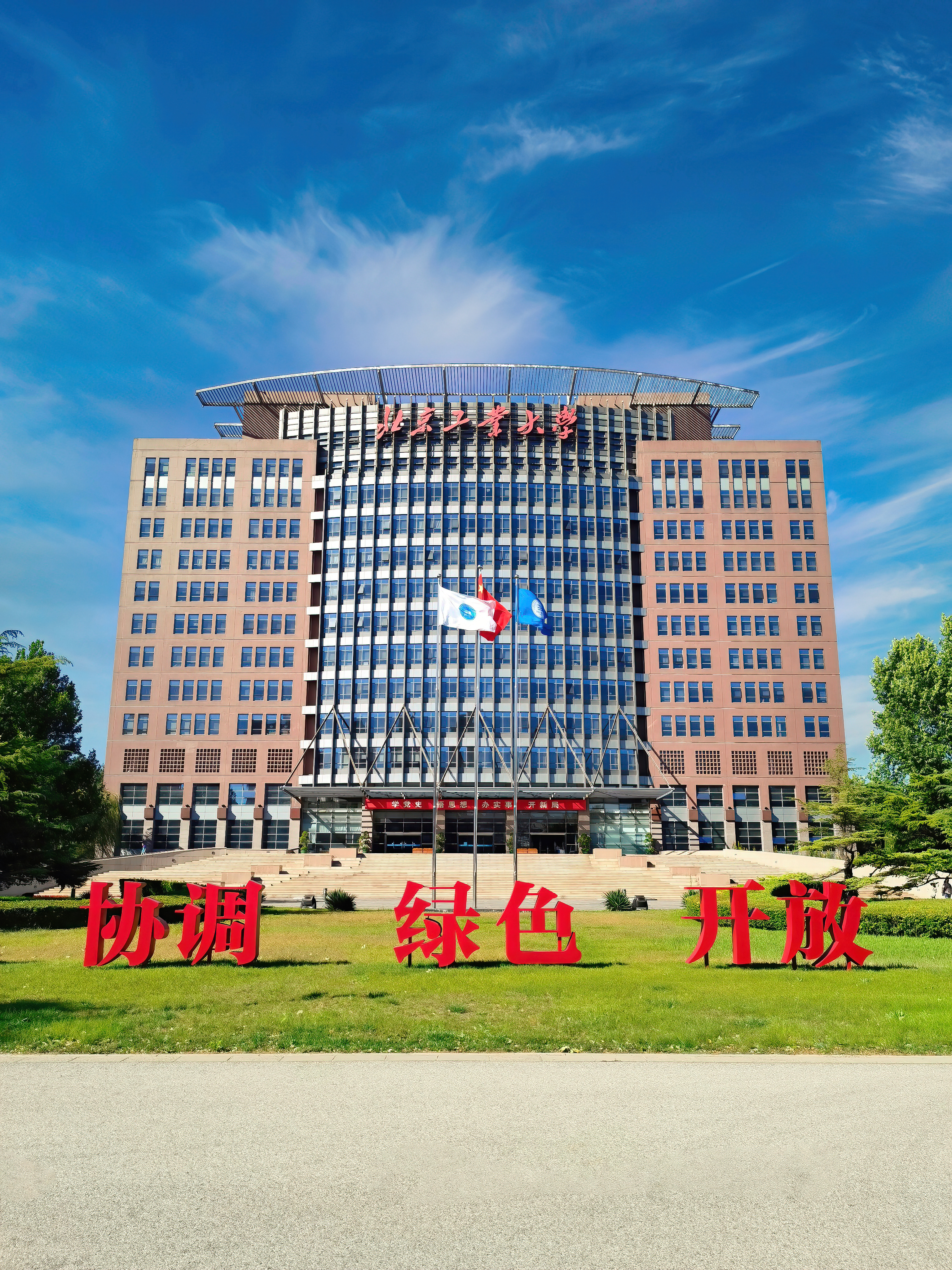
北京工业大学科学楼

1961年，北京建筑工程学院、北京工业学院、北京师范大学部分学生转入北京工业大学后，增设土建系。数理系于1961下半年停止招生进行调整，1965年恢复数理系。
1971年，“文化大革命”期间，北京工业大学有机械、电机、无线电、土建4个系招生，原化工系停办。
1972年，北京工商管理专科学校并入北京工业大学，在北京宣武区牛街南横西街该校校址设北工大预科，后改称新生部。新生部于1986年撤销。

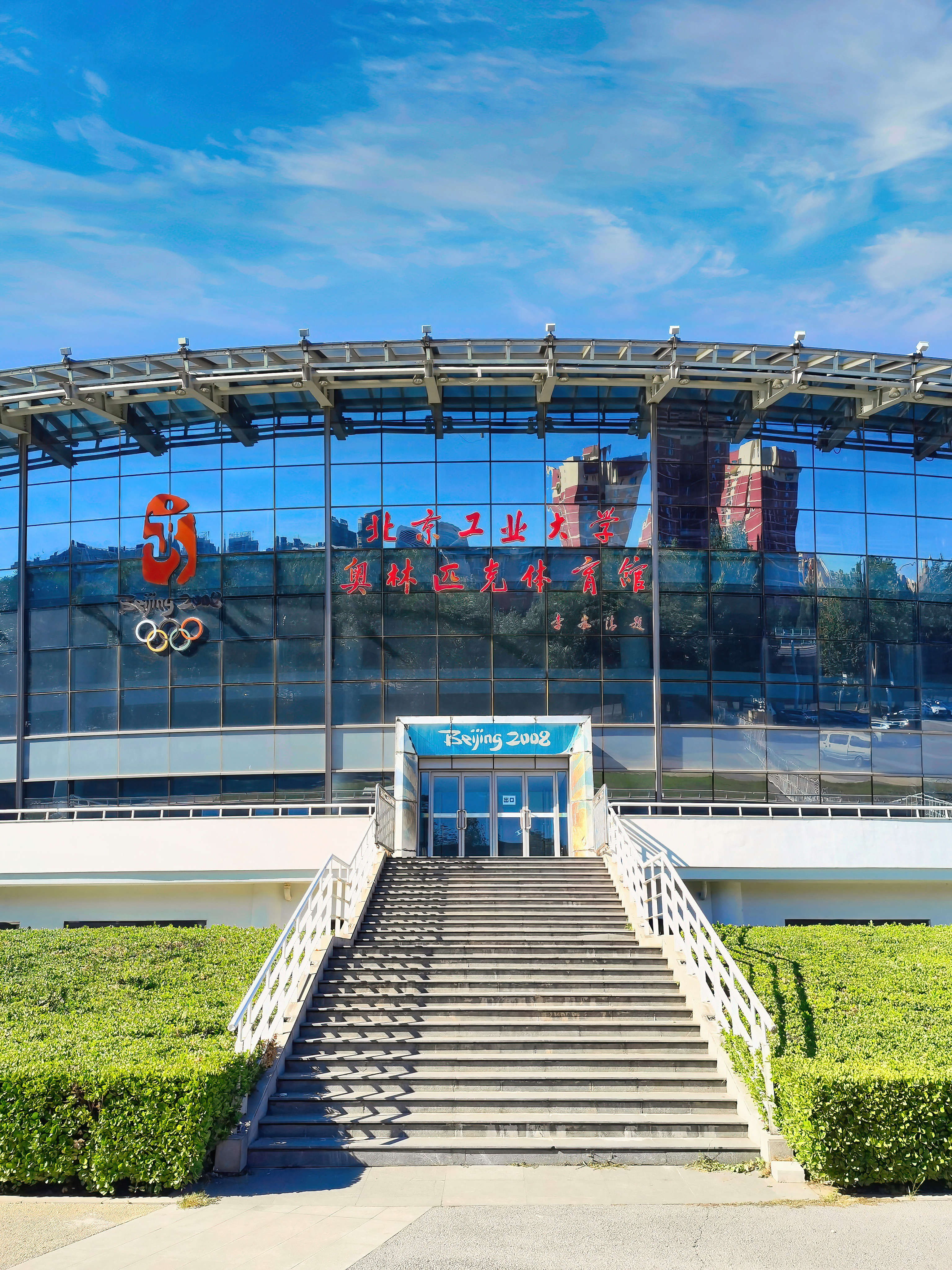
北京工业大学羽毛球馆

1978年至1989年，北京工业大学调整系的设置，设机械工程学系、工业自动化系、无线电系、土木工程系、化学与环境工程学系、应用物理系、计算机科学系、应用数学系、金属材料科学与工程学系、热能工程学系、管理工程学系、建筑学系。1981年成为国家教育部批准的第一批硕士学位授予单位，1985年成为博士学位授予单位。

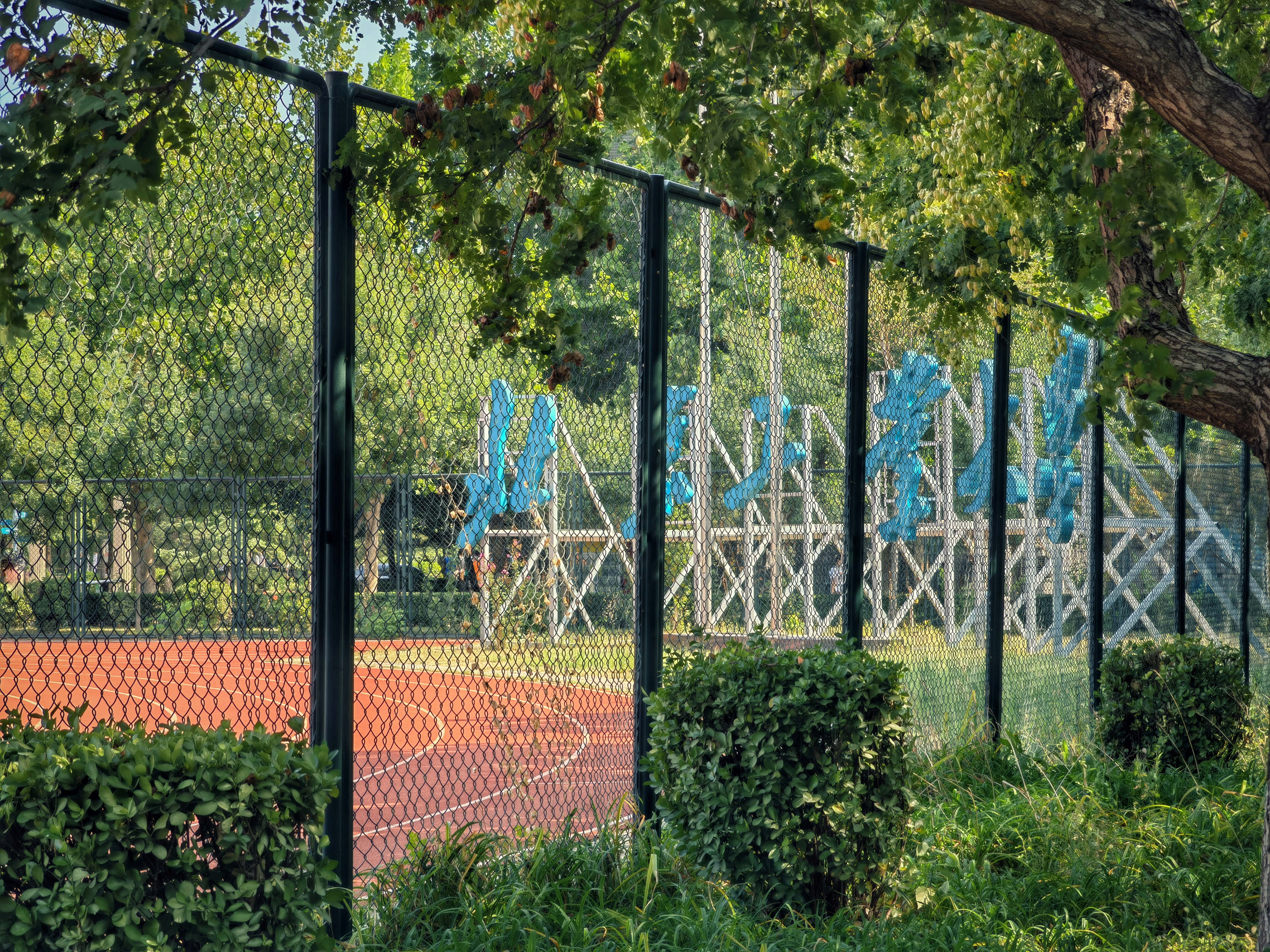
北京工业大学通州校区操场校标准字

1990年，原北京联合大学经济管理学院并入北京工业大学，该院6个系和北京工业大学管理工程学系合并调整为管理工程学系、对外经济贸易系、应用经济系，至此全校共设14个系。
1992年，北京工业大学成立成人教育学院。2003年更名为继续教育学院。2004年继续教育学院与工大分部进行教育资源整合，整合后工大分部办学主体为继续教育学院（称为北京工业大学继续教育学院西区）。同时成立学校后勤集团西区管理中心，负责整个西区的后勤服务保障。
1993年，北京工业大学尝试教育改革成立实验学院，2000年起实验学院由学校与民营企业合作办学。2004年7月实验学院终止与民营企业合作办学的协议，从河北廊坊东方大学城迁至北京市朝阳区管庄校区，与北京工业大学高等职业教育学院调整合并为学校全资直属二级学院性质的实验学院。该年，北京计算机学院并入北京工业大学，成立北京工业大学计算机学院，在北京西三环北路原校址办学。
1998年，北京工业大学计算机学院迁入校本部与学校原计算机科学与工程学系、计算中心合并组建计算机学院。
1996年，北京工业大学进入中华人民共和国21世纪重点建设的百所大学行列，成为北京市属高校中唯一一所进入中华人民共和国“211工程”建设的重点大学。
2000年，中华人民共和国建材局管理干部学院（武汉工业大学北京研究生部）、华北水利水电学院北京研究生部和北京水利电力函授学院并入北京工业大学，成立北京工业大学高等职业教育学院、北京工业大学分部，均为学校的异地办学机构。
2005年，原北京艺术设计学院并入北京工业大学，成立北京工业大学艺术设计学院，标志着学校形成以工为主，理、工、经、管、文、法、艺术相结合的多学科架构。
2008年，北京工业大学完成2008年北京奥运会羽毛球、艺术体操比赛任务。北京工业大学奥运场馆作为首都的高端、专业运动场馆，在后奥运的日子，继续服务学校和首都的体育事业。
2012年2月，在时任中华人民共和国副主席习近平和爱尔兰共和国总理恩达·肯尼的共同见证下，北京工业大学和爱尔兰都柏林大学正式签署合作办学协议。
2013年3月，北京工业大学北京-都柏林国际学院成立，北京工业大学坚持开放办学理念，此举旨在积极融入国际高水平大学竞争与合作体系。
2014年，北京工业大学樊恭烋学院成立。该学院是学校创新人才培养模式的实验区，采用独立的教学计划，旨在培养工程领域的领军人才。
2016年，北京工业大学信息学部成立，这标志着学校学部制改革正式启动，是学校在整合学科资源、优化学科结构布局、推动体制机制改革向纵深方向发展的重大举措。
2017年9月，北京工业大学正式进入一流学科建设高校行列。
2020年，北京工业大学位列QS2020年世界大学排名中国内地高校第32位。
2022年11月，北京工业大学在全球人类命运共同体对于节能减排需求的背景下、为落实中华人民共和国和北京市的对于碳中和的战略部署，依托优势学科，成立碳中和未来技术学院，建制为独立二级教学科研机构，独立开展学院招生、教学、科研工作。本科生教育突出体现“基础性、综合性、创新性”以及“个性化、需求化、专业化、国际化”，研究生教育以培养高水平复合型碳中和人才为目标。

### 建校以来的校长与党委书记

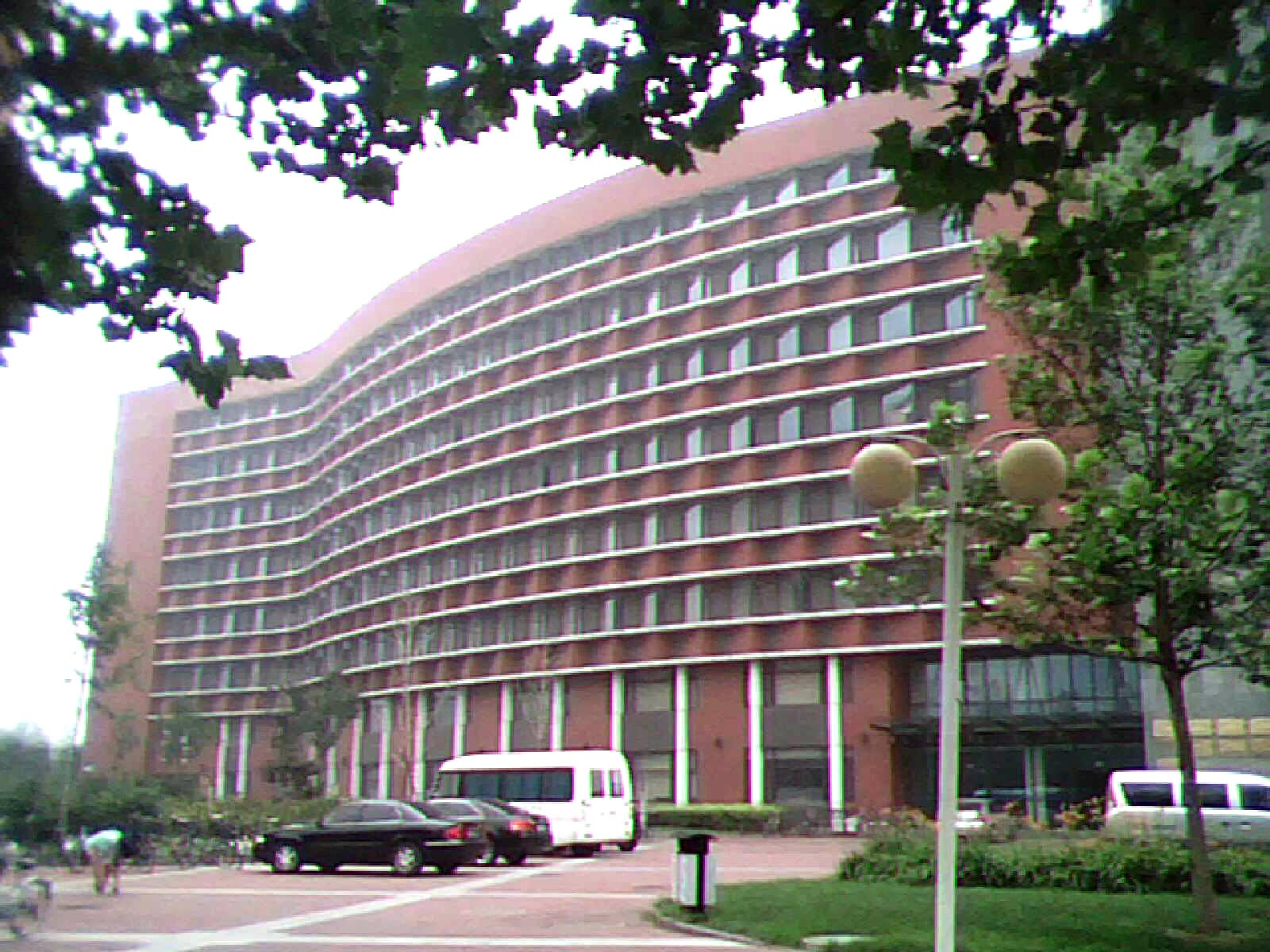
北京工业大学

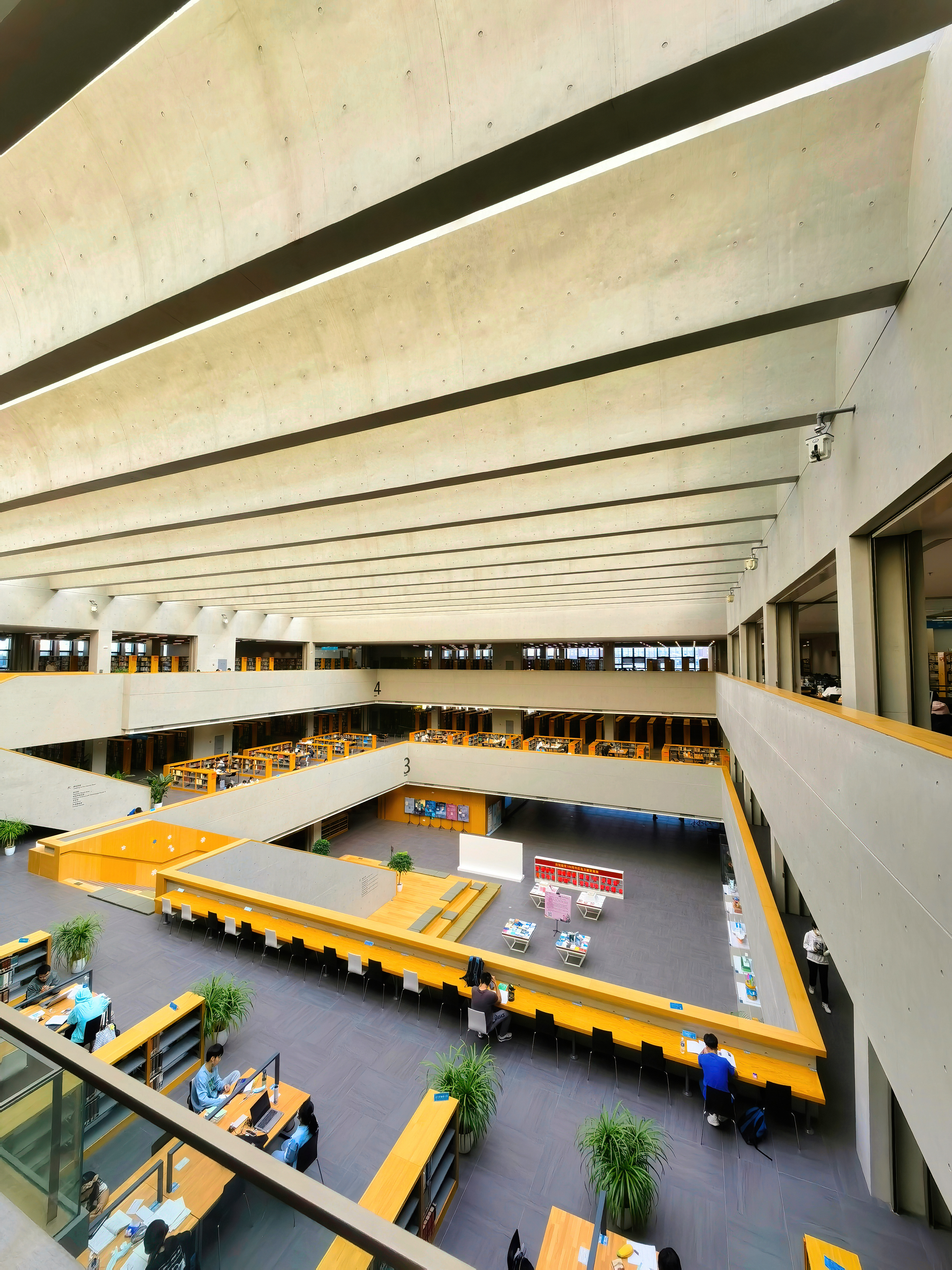
北京工业大学逸夫图书馆内景

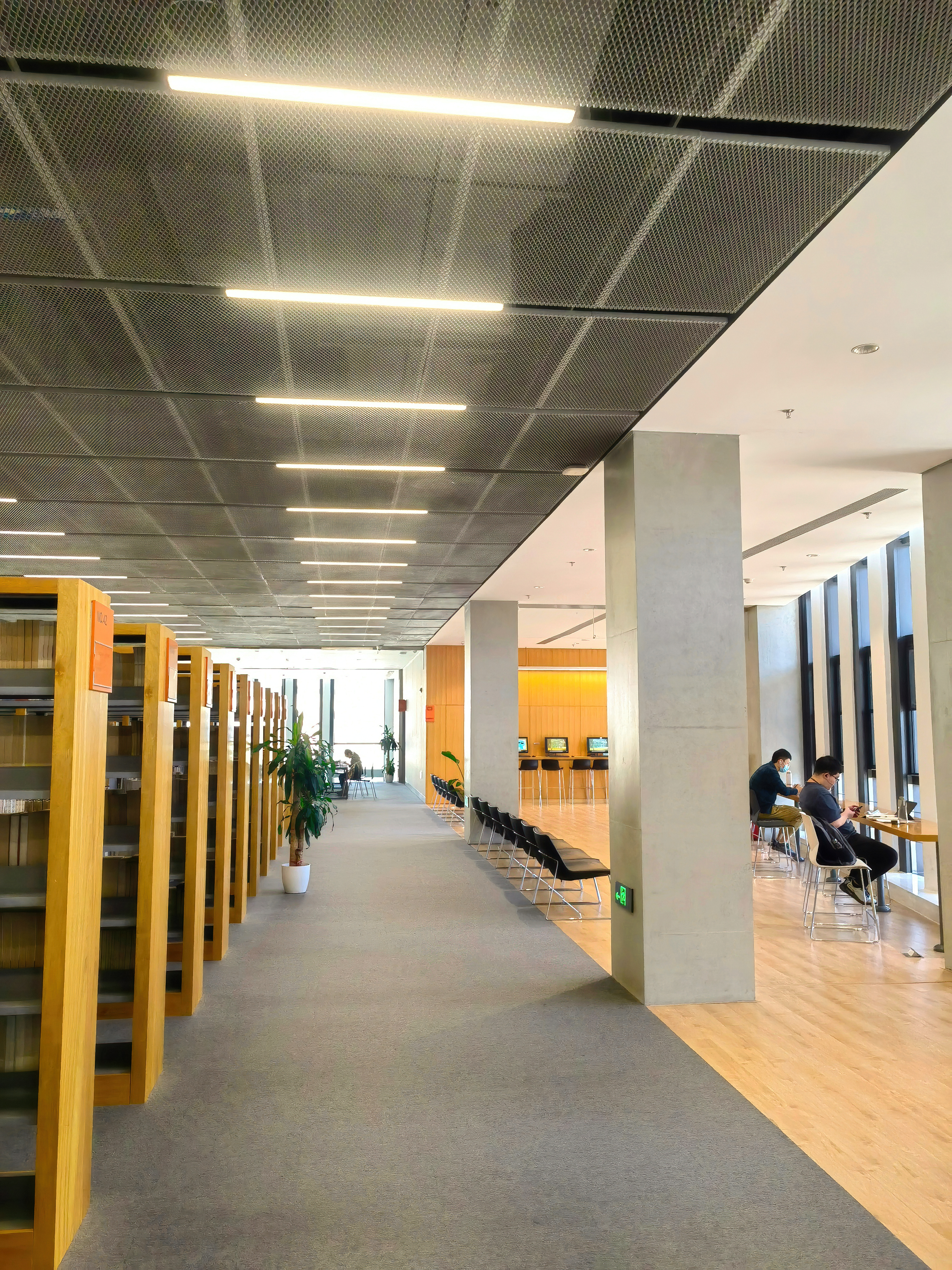
北京工业大学逸夫图书馆内景

## 组织机构

### 建校以来的校长与党委书记[22]
| 校長   | 任期                   |
| ------ | ---------------------- |
| 尹凤翔 | 1960年1月 - 1961年1月  |
| 李 晨  | 1960年10月 - 1964年8月 |
| 朱兆雪 | 1964年8月 - 1965年5月  |
| 徐 伟  | 1980年5月 - 1983年6月  |
| 樊恭休 | 1983年6月 - 1986年10月 |
| 王 浒  | 1986年10月 - 1992年5月 |
| 蔡少甫 | 1992年5月 - 1996年9月  |
| 左铁镛 | 1996年9月 - 2004年6月  |
| 范伯元 | 2004年6月 - 2010年5月  |
| 郭广生 | 2010年5月 - 2015年4月  |
| 柳贡慧 | 2015年6月 - 2021年1月  |
| 聂祚仁 | 2021年1月 -            |

| 党委书记 | 任期                    |
| -------- | ----------------------- |
| 李 晨    | 1961年1月 - 1964年8月   |
| 宋 硕    | 1964年8月 - 1969年10月  |
| 秦 川    | 1973年10月 - 1978年1月  |
| 张青季   | 1978年1月 - 1980年8月   |
| 徐 伟    | 1980年8月 - 1985年1月   |
| 郭德远   | 1985年1月 - 1988年12月  |
| 周宣诚   | 1988年12月 - 1996年10月 |
| 蔡少甫   | 1996年10月 - 1998年7月  |
| 孙崇正   | 1998年7月 - 2007年9月   |
| 王守法   | 2007年9月 - 2013年4月   |
| 郑吉春   | 2013年4月 - 2017年5月   |
| 谢 辉    | 2017年5月 - 2022年3月   |
| 姜泽廷   | 2022年3月 - 2024年10月  |
| 何 明    | 2024年11月 -            |

### 研究机构设置[23]
北京工业大学下设17个教学科研机构；开设本科专业72个；研究生专业覆盖34个学科（含1个自设交叉学科），18个专业学位类别；具有博士学位授权一级学科20个；硕士学位授权一级学科33个，自主设置交叉学科1个；博士专业学位授权类别4个，硕士专业学位授权类别18个；博士后流动站18个，在站293人。国家重点学科3个，北京市重点学科21个，北京市重点建设学科18个。学校现有全国重点实验室2个，国家工程实验室2个，“111计划”引智基地4个，国家级产学研中心1个，国际合作研究中心1个，省部共建国家级重点实验室培育基地1个，教育部工程研究中心3个，教育部重点实验室5个，北京市级科研基地45个，行业重点实验室4个，省部共建协同创新中心2个，北京市级协同创新中心3个，北京高校高精尖创新中心1个。定期出版专业刊物2种。
北京工业大学党委下设19个二级党组织，其中，二级党委16个，二级党总支3个；党支部455个，其中，在职教职工党支部148个，离退休教职工党支部55个，学生党支部251个，混合党支部1个；党员10617名，其中，在职教工党员2518名，学生党员6763名，离退休教工党员1336名。

#### 学部与学院
北京工业大学建校60多年来，一直沿用校、院、系的组织架构，形成了拥有34个学院的庞大院系组织体系，已无法满足学校现阶段发展的要求 。于是在2016年，学校按照学科门类将电子信息类的电子信息与控制工程学院、计算机学院、软件学院和微电子学院撤销，试点组建信息学部。学部为学校所属的实体化二级教学科研机构，全面负责党的建设、科学研究、人才培养、学科建设、师资队伍建设、离退休工作、国际交流与合作等各方面的工作。
2018年至2020年，北京工业大学又陆续组建了文法学部、材料与制造学部、城市建设学部、生命与环境学部和理学部。改革范围覆盖了20个一级学科中的18个，90%的一级学科都被纳入学部，为相近学科交叉融合搭建了大平台。学部成立后，学校的院系数量大幅度减少，由改革前的34个优化调整为16个。6个学部皆是按照学科门类来组建，涵盖多个学科，提升了院系的学科层次，打破了原有的学科壁垒，为各学科交流融合创造了便利条件。
北京工业大学学部变革的协同优势明显。一是使得原有学科在保持传统优势的基础上，实现与其他学科的交叉融合，产生新的学科增长点、优化学科结构和拓展学科领域。二是形成“协同效应”，发挥出“1+1+1>3”的功效，进一步增强了学科的竞争力。三是复合型人才培养优势明显，在学部的平台下，人才培养模式可以得到根本性的改变，有利于培养宽口径、厚基础、宽专业的复合型创新人才。
| 学部           | 学院                              | 专业名称                     | 授予学位 | 学院                   | 专业名称           | 授予学位 |
| -------------- | --------------------------------- | ---------------------------- | -------- | ---------------------- | ------------------ | -------- |
| 信息学部       | 自动化学院                        | 自动化                       | 工学     | 应用数理学院           | 信息与计算科学     | 理学     |
| 信息学部       | 自动化学院                        | 机器人工程                   | 工学     | 应用数理学院           | 应用物理学         | 理学     |
| 信息学部       | 信息与通信工程学院                | 电子信息工程                 | 工学     | 应用数理学院           | 应用统计学         | 理学     |
| 信息学部       | 信息与通信工程学院                | 通信工程                     | 工学     | 应用数理学院           | 数学与应用数学     | 理学     |
| 信息学部       | 电子科学与技术学院 （微电子学院） | 电子科学与技术               | 工学     | 应用数理学院           | 统计学             | 理学     |
| 信息学部       | 电子科学与技术学院 （微电子学院） | 微电子科学与工程             | 工学     | 生命科学与生物工程学院 | 生物医学工程       | 工学     |
| 信息学部       | 计算机学院                        | 计算机科学与技术             | 工学     | 生命科学与生物工程学院 | 食品质量与安全     | 工学     |
| 信息学部       | 计算机学院                        | 信息安全                     | 工学     | 生命科学与生物工程学院 | 生物技术           | 理学     |
| 信息学部       | 计算机学院                        | 物联网工程                   | 工学     | 经济与管理学院         | 信息管理与信息系统 | 管理学   |
| 信息学部       | 软件学院                          | 软件工程（嵌入式软件与系统） | 工学     | 经济与管理学院         | 工商管理           | 管理学   |
| 信息学部       | 软件学院                          | 软件工程（数字媒体技术）     | 工学     | 经济与管理学院         | 市场营销           | 管理学   |
| 信息学部       | 软件学院                          | 数字媒体技术                 | 工学     | 经济与管理学院         | 会计学             | 管理学   |
| 城建学部       | 建筑与城市规划学院                | 建筑学                       | 建筑学   | 经济与管理学院         | 文化产业管理       | 管理学   |
| 城建学部       | 建筑与城市规划学院                | 城乡规划                     | 工学     | 经济与管理学院         | 工业工程           | 管理学   |
| 城建学部       | 建筑工程学院                      | 土木工程                     | 工学     | 经济与管理学院         | 经济统计学         | 经济学   |
| 城建学部       | 建筑工程学院                      | 建筑环境与能源应用工程       | 工学     | 经济与管理学院         | 金融学             | 经济学   |
| 城建学部       | 建筑工程学院                      | 给排水科学与工程             | 工学     | 经济与管理学院         | 国际经济与贸易     | 经济学   |
| 城建学部       | 建筑工程学院                      | 水务工程                     | 工学     | 艺术设计学院           | 动画               | 艺术学   |
| 城建学部       | 环境与能源工程学院                | 能源与动力工程               | 工学     | 艺术设计学院           | 工业设计           | 工学     |
| 城建学部       | 环境与能源工程学院                | 新能源科学与工程             | 工学     | 艺术设计学院           | 广告学             | 文学     |
| 城建学部       | 环境与能源工程学院                | 环境工程                     | 工学     | 艺术设计学院           | 视觉传达设计       | 艺术学   |
| 城建学部       | 环境与能源工程学院                | 环境科学                     | 理学     | 艺术设计学院           | 环境设计           | 艺术学   |
| 城建学部       | 环境与能源工程学院                | 应用化学                     | 工学     | 艺术设计学院           | 产品设计           | 艺术学   |
| 城建学部       | 城市交通学院                      | 交通工程（交通规划与管理）   | 工学     | 艺术设计学院           | 服装与服饰设计     | 艺术学   |
| 城建学部       | 城市交通学院                      | 交通工程（道路与轨道工程）   | 工学     | 艺术设计学院           | 绘画               | 艺术学   |
| 城建学部       | 城市交通学院                      | 交通设备与控制工程           | 工学     | 艺术设计学院           | 工艺美术           | 艺术学   |
| 文法学部       | 社会科学学院                      | 法学                         | 法学     | 艺术设计学院           | 雕塑               | 艺术学   |
| 文法学部       | 社会科学学院                      | 社会学                       | 法学     | 艺术设计学院           | 数字媒体艺术       | 艺术学   |
| 文法学部       | 社会科学学院                      | 社会工作                     | 法学     | 北京-都柏林国际学院    |                    | ----     |
| 文法学部       | 社会科学学院                      | 汉语国际教育                 | 文学     | 樊恭烋学院             | 在工科专业自由选择 | 工学     |
| 文法学部       | 外国语学院                        | 英语                         | 文学     | 马克思主义学院         | ------             | ----     |
| 文法学部       | 外国语学院                        | 日语                         | 文学     | 继续教育学院           | ------             | ----     |
| 文法学部       | 外国语学院                        | 朝鲜语                       | 文学     | 国际学院               | ------             | ----     |
| 文法学部       | 知识产权学院                      | ------                       | ----     | 碳中和未来技术学院     | ------             | ----     |
| 材料与制造学部 | 材料科学与工程学院                | 材料科学与工程               | 工学     |                        |                    |          |
| 材料与制造学部 | 材料科学与工程学院                | 资源循环科学与工程           | 工学     |                        |                    |          |
| 材料与制造学部 | 材料科学与工程学院                | 纳米材料与技术               | 工学     |                        |                    |          |
| 材料与制造学部 | 机械工程与应用 电子技术学院       | 机械工程                     | 工学     |                        |                    |          |
| 材料与制造学部 | 机械工程与应用 电子技术学院       | 测控技术与仪器               | 工学     |                        |                    |          |

#### 博士后流动站

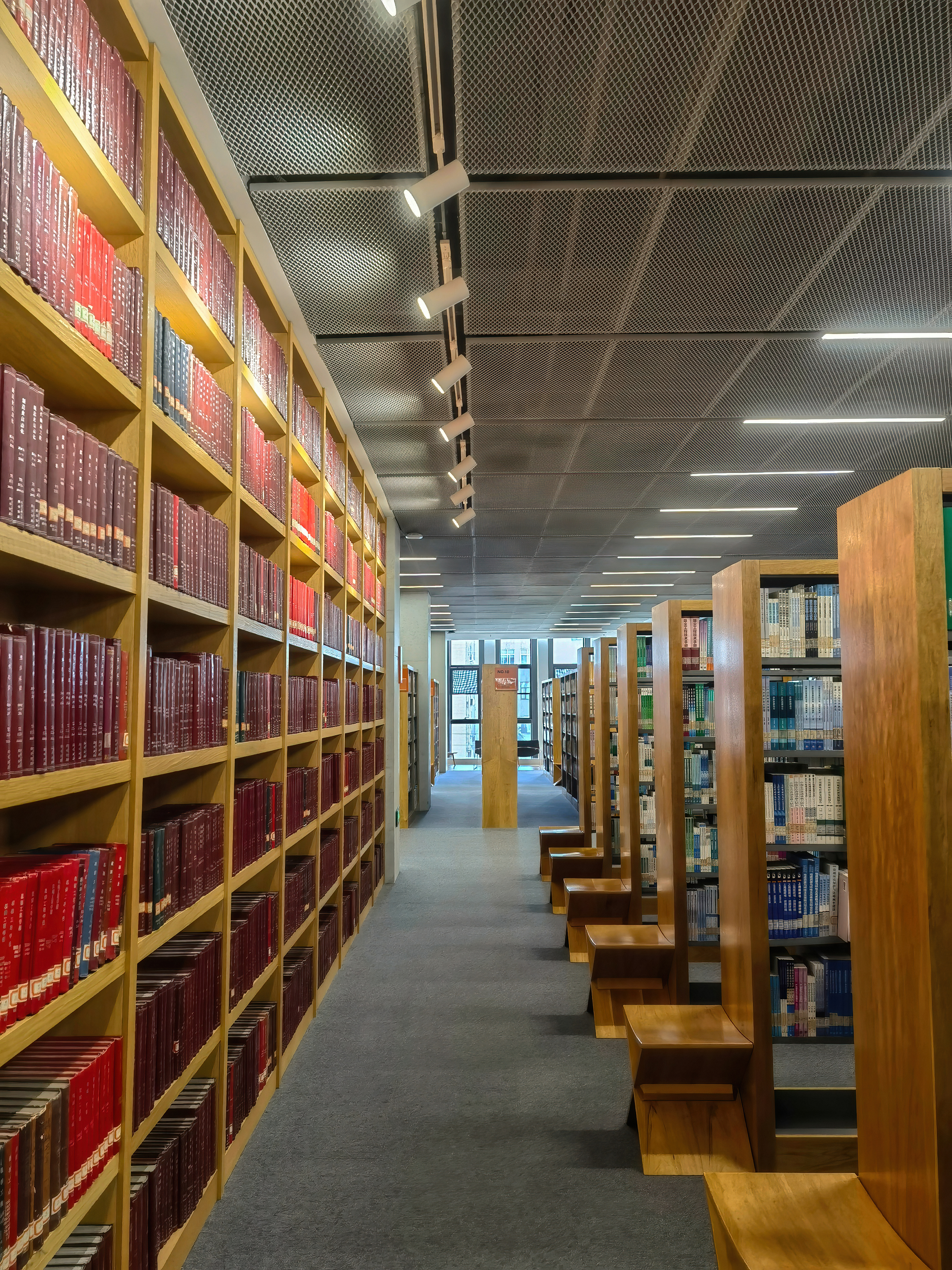
北京工业大学逸夫图书馆内景

### 重点学科

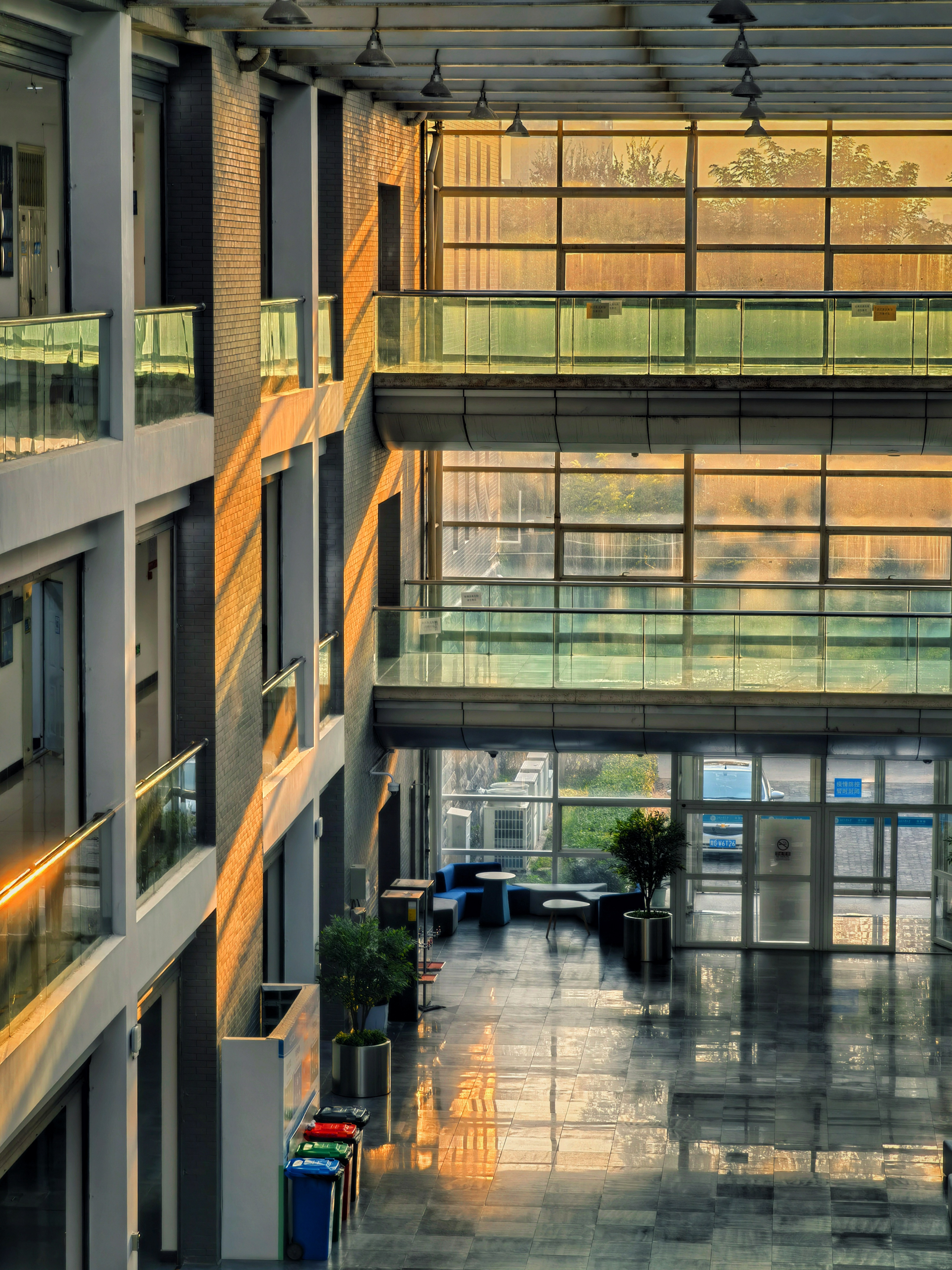
北京工业大学通州校区汲学楼

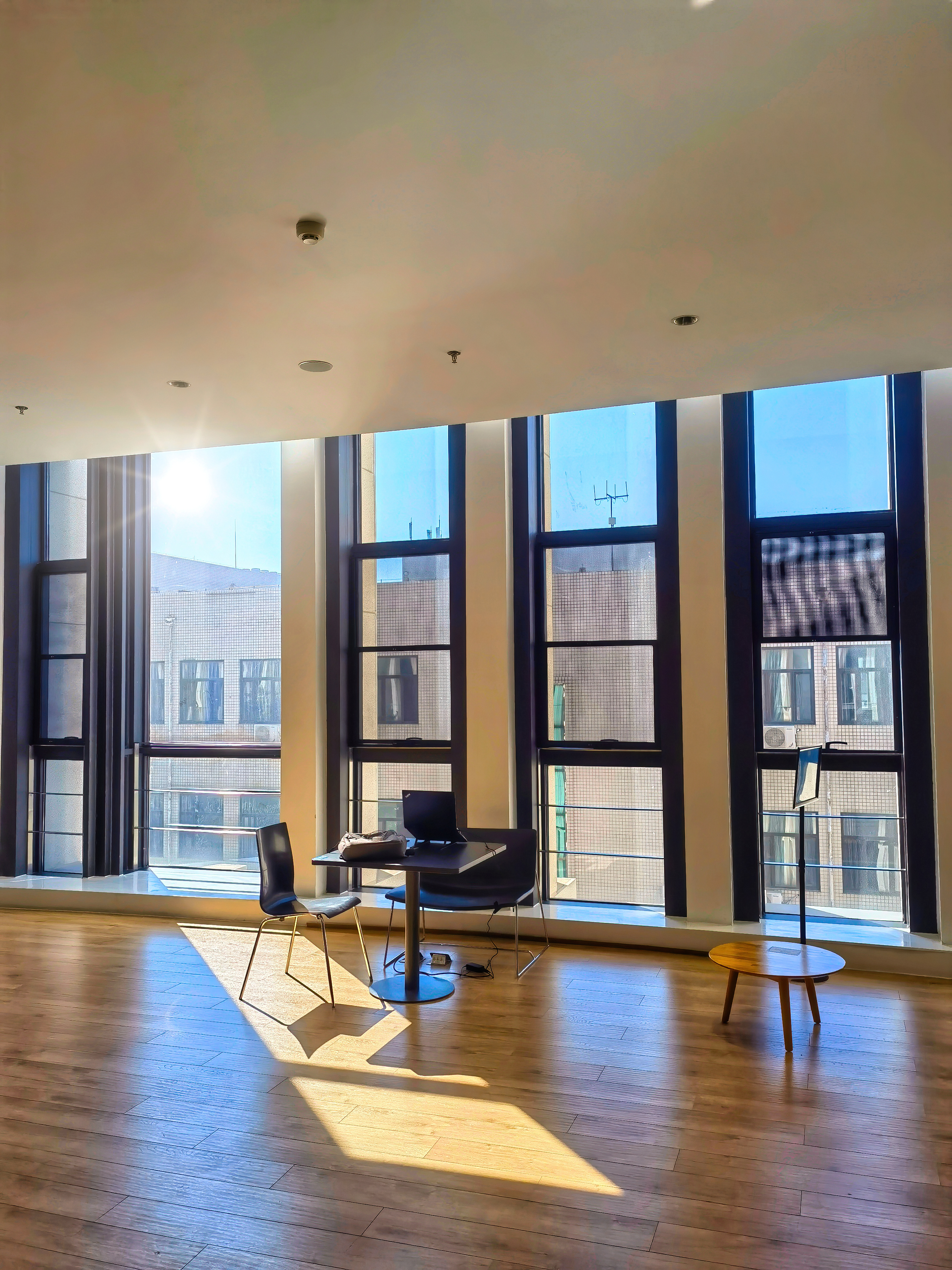
北京工业大学逸夫图书馆内景

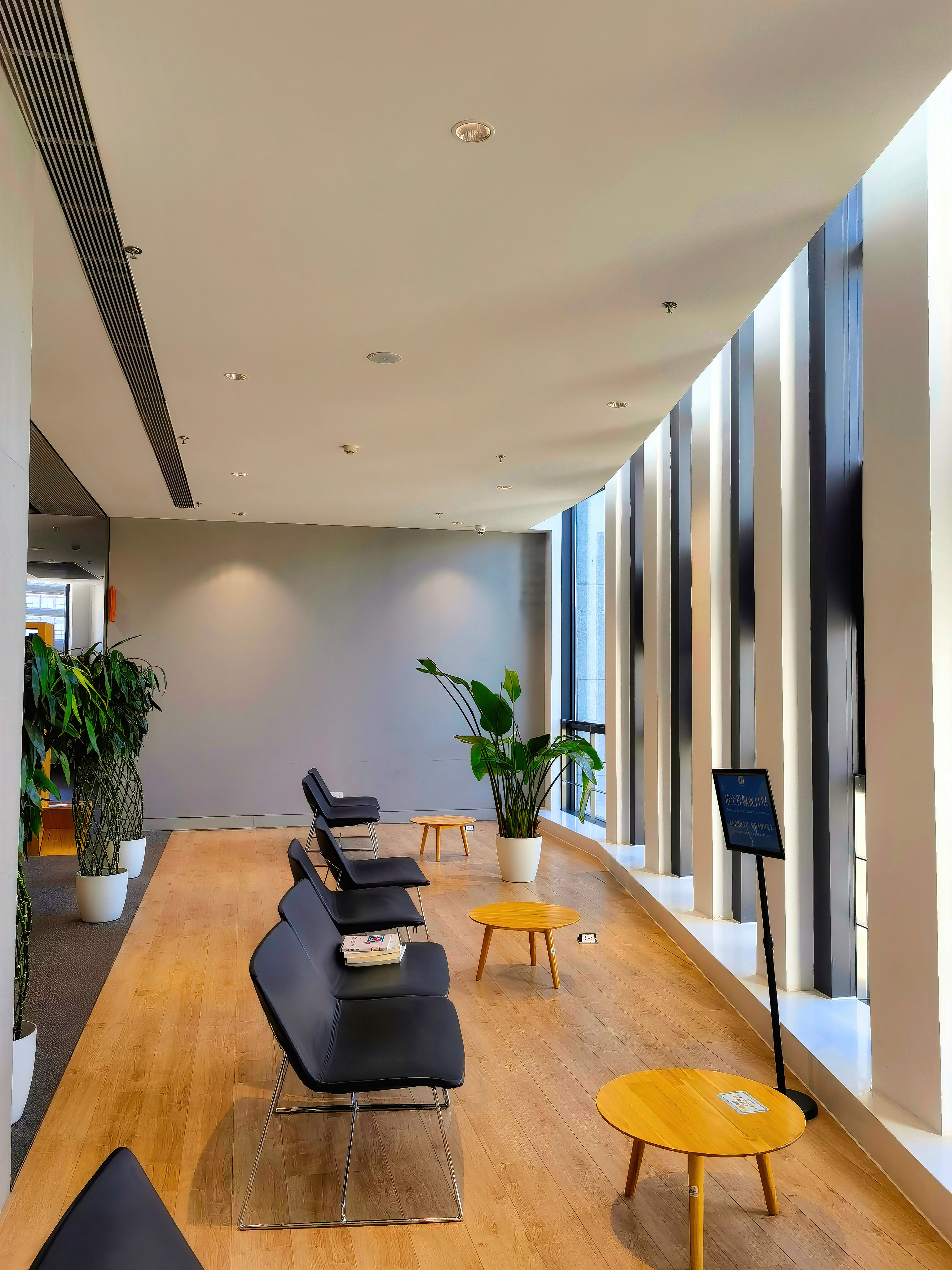
北京工业大学逸夫图书馆内景

#### 博士后流动站[30]
| 设站学院（部） | 流动站名称                                                 |
| -------------- | ---------------------------------------------------------- |
| 信息学部       | 电子科学与技术、控制科学与工程、计算机科学与技术、软件工程 |
| 机电学院       | 机械工程、力学                                             |
| 建工学院       | 土木工程                                                   |
| 环能学院       | 环境科学与工程、动力工程及工程热物理、化学工程与技术       |
| 数理学院       | 数学、物理学、统计学                                       |
| 材料学院       | 材料科学与工程                                             |
| 经管学院       | 管理科学与工程                                             |
| 生命学院       | 生物医学工程                                               |
| 交通学院       | 交通运输工程                                               |
| 激光院         | 光学工程                                                   |

#### 科研平台
| 科研平台                                       | 科研平台                                       | 科研平台                                 | 科研平台                                                 | 科研平台                                                 |
| ---------------------------------------------- | ---------------------------------------------- | ---------------------------------------- | -------------------------------------------------------- | -------------------------------------------------------- |
| 城镇污水深度处理与资源化利用技术国家工程实验室 | 工业大数据应用技术国家工程实验室               | 国家产学研激光技术中心                   | 北京市交通工程重点实验室——省部共建国家重点实验室培育基地 | 传热强化与过程节能教育部重点实验室                       |
| 光电子技术省部共建教育部重点实验室             | 城市与工程安全减灾省部共建教育部重点实验室     | 数字社区教育部工程研究中心               | 汽车结构部件先进制造技术教育部工程研究中心               | 地方高水平大学发展战略研究中心                           |
| 可信计算北京市重点实验室                       | 固体微结构与性能北京市重点实验室               | 博物馆展陈设计与空间实现北京市重点实验室 | 计算智能与智能系统北京市重点实验室                       | 机械结构非线性振动与强度北京市重点实验室                 |
| 区域大气复合污染防治北京市重点实验室           | 绿色催化与分离北京市重点实验室                 | 绿色建筑环境与节能技术北京市重点实验室   | 北京市污水脱氮除磷处理与过程控制工程技术研究中心         | 北京市物联网软件与系统工程技术研究中心                   |
| 北京市激光应用技术工程技术研究中心             | 北京市生态环境材料及其评价工程技术研究中心     | 北京市城市交通运行保障工程技术研究中心   | 北京市精密测控技术与仪器工程技术研究中心                 | 北京市高层和大跨度预应力钢结构工程技术研究中心           |
| 北京市数字化医疗3D打印工程技术研究中心         | 北京市历史建筑保护工程技术研究中心             | 抗病毒药物北京市国际科技合作基地         | 污水生物处理与过程控制技术北京市国际科技合作基地         | 碳基纳米材料北京市国际科技合作基地                       |
| 脑信息智慧服务北京市国际科技合作基地           | 机械结构非线性振动与强度北京市国际科技合作基地 | 数字化医疗3D打印北京市国际科技合作基地   | 精密测控技术与仪器北京市国际科技合作基地                 | 绿色建筑环境与节能技术北京市国际科技合作基地             |
| 城市与工程抗震减灾技术北京市国际科技合作基地   | 工程抗震与结构诊治北京市重点实验室             | 水质科学与水环境恢复工程北京市重点实验室 | 交通工程北京市重点实验室                                 | 环境与病毒肿瘤学北京市重点实验室                         |
| 先进制造技术北京市重点实验室                   | 多媒体与智能软件技术北京市重点实验室           | 传热与能源利用北京市重点实验室           | 嵌入式系统北京市重点实验室                               | 激光先进制造北京高等学校工程研究中心                     |
| 环境友好新材料技术北京高等学校工程研究中心     | 北京现代制造业发展研究基地                     | 北京社会管理研究基地                     | 首都工程教育发展研究基地                                 | 木结构古建筑安全评估与灾害风险控制国家文物局重点科研基地 |
| 机械工业重型机床数字化设计与测试重点实验室     | 机械工业精密测控技术与仪器重点实验室           | 机械工业印刷装备数字化技术重点实验室     | 北京激光技术实验室                                       | 北京市光电子技术实验室                                   |
| 北京市焊接设备研究与开发中心                   | 北京市饮料及食品添加剂质量监督检验站           | 中德激光技术中心                         | 固体微结构与性能研究所                                   | 激光工程研究院                                           |
| 北京古月新材料研究院                           | 北京智慧城市研究院                             | 北京未来网络科技高精尖创新中心           | 京津冀绿色发展研究院                                     | 北京科学与工程计算研究院                                 |
| 北京人工智能研究院                             |                                                |                                          |                                                          |                                                          |

（2022年）

### 重点学科[31]
| 学科类型                               | 学科名录               | 学科名录         |
| -------------------------------------- | ---------------------- | ---------------- |
| 世界一流建设学科                       | 土木工程（自定）       | 土木工程（自定） |
| 国家重点学科（一级学科）               | 光学工程               | 光学工程         |
| 国家重点学科（二级学科）               | 材料学                 | 结构工程         |
| 北京市重点学科（交叉学科）             | 资源、环境及循环经济   | 纳米科学与技术   |
| 北京市重点学科（交叉学科）             | 信息安全               |                  |
| 北京市重点学科（一级学科）             | 材料科学与工程         | 土木工程         |
| 北京市重点学科（一级学科）             | 管理科学与工程         | 环境科学与工程   |
| 北京市重点学科（一级学科）             | 生物医学工程           | 计算机科学与技术 |
| 北京市重点学科（一级学科）             | 机械工程               | 交通运输工程     |
| 北京市重点学科（二级学科）             | 机械制造及其自动化     | 热能工程         |
| 北京市重点学科（二级学科）             | 机械设计及理论         | 环境工程         |
| 北京市重点学科（二级学科）             | 微电子学与固体电子学   | 凝聚态物理       |
| 北京市重点学科（二级学科）             | 防灾减灾工程及防护工程 | 计算机应用技术   |
| 北京市重点学科（二级学科）             | 交通运输规划与管理     | 光学             |
| 北京市重点建设学科（一级学科）         | 仪器科学与技术         | 化学工程与技术   |
| 二级学科北京市重点建设学科（二级学科） | 工程力学               | 概率论与数理统计 |
| 二级学科北京市重点建设学科（二级学科） | 机械电子工程           | 应用数学         |
| 二级学科北京市重点建设学科（二级学科） | 电路与系统             | 计算机软件与理论 |
| 二级学科北京市重点建设学科（二级学科） | 信号与信息处理         | 国际贸易学       |
| 二级学科北京市重点建设学科（二级学科） | 检测技术与自动化装置   | 数量经济学       |
| 二级学科北京市重点建设学科（二级学科） | 模式识别与智能系统     | 建筑设计及其理论 |
| 二级学科北京市重点建设学科（二级学科） | 市政工程               | 社会学           |
| 二级学科北京市重点建设学科（二级学科） | 道路与铁道工程         | 高等教育学       |

### 校区
北京工业大学共有平乐园、通州、中蓝、管庄、花园村、琉璃井和惠新东街7个校区。其中平乐园、通州校区为教学用地、其余校区为专业研究用地。总占地约96.0151万平方米。
| 名称         | 地址                                                        | 备注                                 |
| ------------ | ----------------------------------------------------------- | ------------------------------------ |
| 朝阳校区     | 北京市朝阳区平乐园100号                                     | 北京工业大学校本部                   |
| 通州校区     | 北京市通州区潞苑南大街89号                                  | 北京工业大学多数专业大一学生所在校区 |
| 中蓝校区     | 北京市朝阳区西大望路27号                                    | 北京工业大学研究生宿舍               |
| 管庄校区     | 北京市朝阳区朝阳路东区20号                                  | 北京工业大学中加学院                 |
| 花园村校区   | 北京市海淀区车公庄西路35号                                  | 北京工业大学继续教育学院             |
| 琉璃井校区   | 北京市东城区琉璃井路41号                                    | 北京工业大学建筑勘察设计院           |
| 惠新东街校区 | 北京市朝阳区惠新东街乙8-25号（北大附中朝阳未来学校）内6号楼 | 北京工业大学艺术设计学院             |

## 学术环境

### 师生面貌
截止2022年6月底，北京工业大学有职工3297人，其中，专任教师2146人，包括正高职称452人、副高职称771人；博士生导师698人（含学术学位和专业学位博士生导师），硕士生导师1600人（含学术学位和专业学位硕士生导师），中国工程院院士9人，社科院学部委员1人。“国家杰出青年科学基金”获得者等领军人才29人，“国家自然科学基金优秀青年科学基金”获得者等卓越人才21人，国家有突出贡献专家18人、享受政府特殊津贴专家52人。
建校61年来，北京工业大学与中华人民共和国和首都北京改革发展同向同行，独特的地理区位与市属高校的特点结合，走出了一条特色差异化发展的一流大学建设之路，推动学校成为国际知名、有特色、高水平的研究型大学，成为中国人民共和国首都北京培养高素质创新人才的重要基地、服务区域社会经济发展的有力支撑、展现市属高校发展建设成果的示范窗口，16万余名毕业生从这里走向各条战线，让青春在中国共产党和中华人民最需要的地方绽放绚丽之花。

#### 院士

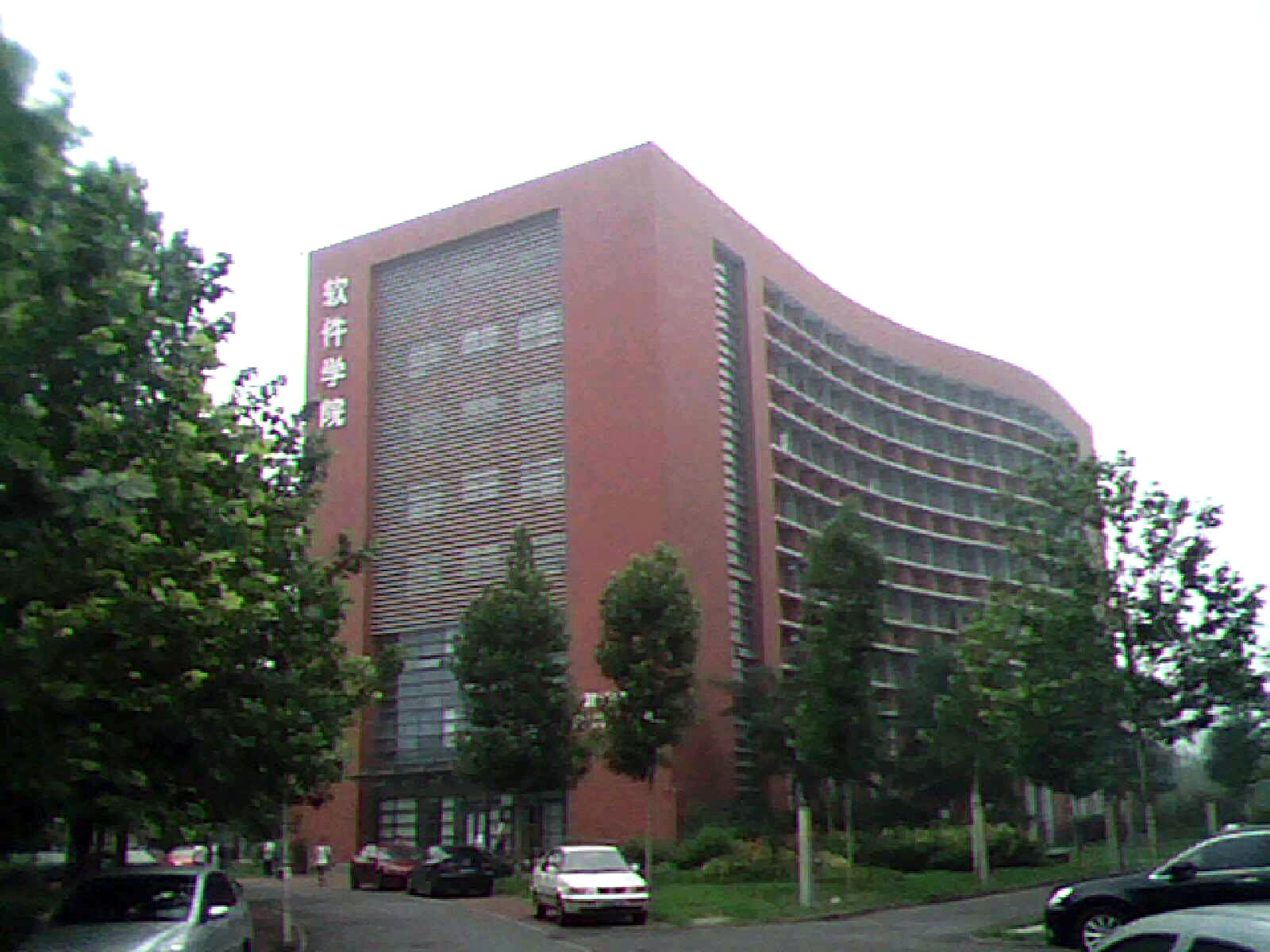
北京工业大学软件楼外景

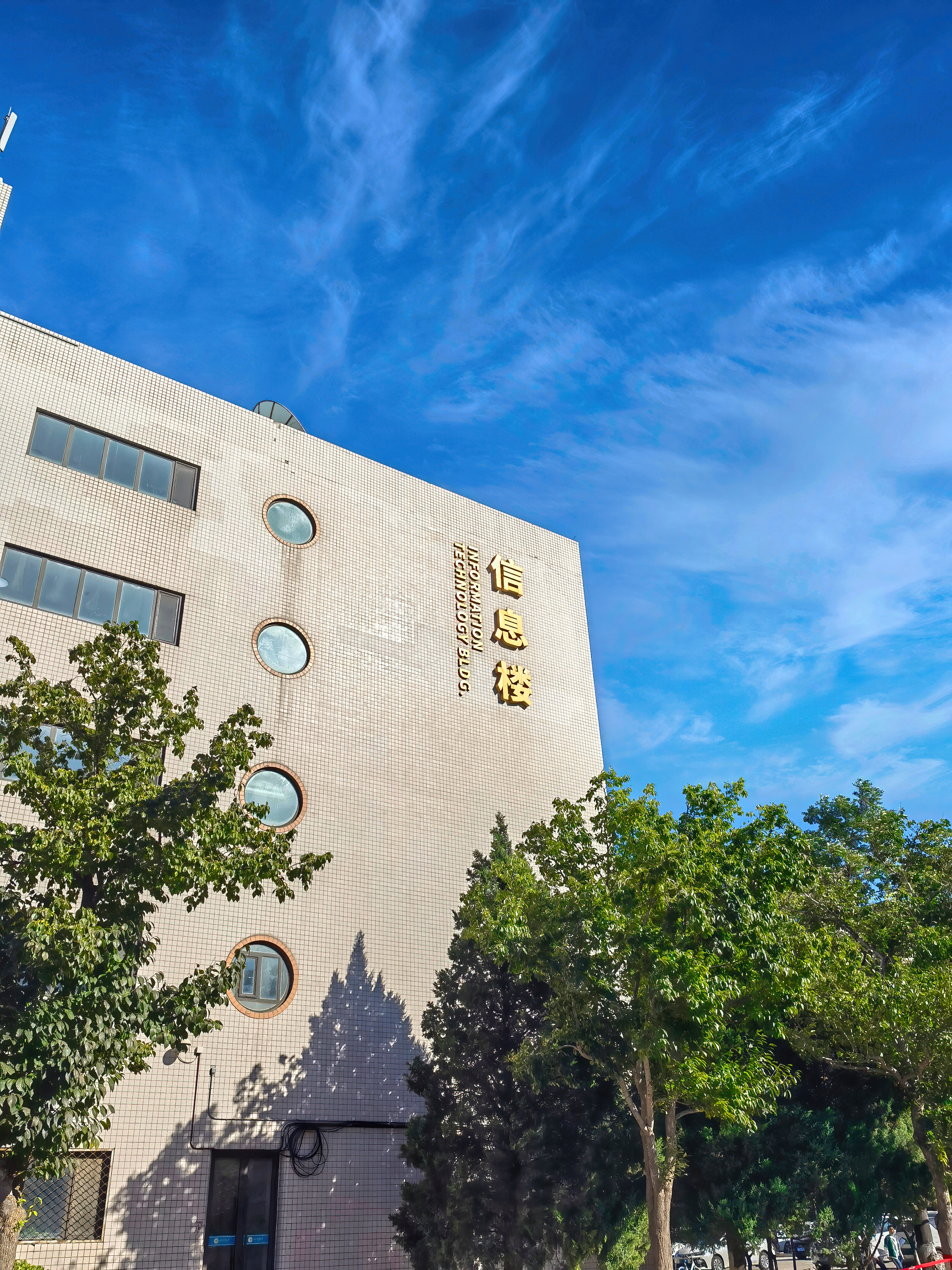
北京工业大学信息楼外景

#### 院士[32]
| 姓名   | 所属院     |
| ------ | ---------- |
| 左铁镛 | 中国工程院 |
| 刘韵洁 | 中国工程院 |
| 张 杰  | 中国工程院 |
| 邓中翰 | 中国科学院 |
| 沈昌祥 | 中国工程院 |
| 刘加平 | 中国工程院 |
| 彭永臻 | 中国工程院 |
| 聂祚仁 | 中国工程院 |
| 潘家华 | 中国社科院 |
| 杜修力 | 中国工程院 |

#### 领军人才[33]
- 张伟
- 尹宝才
- 韩晓东
- 隋曼龄
- 蒋宗礼
- 王金淑
- 石照耀
- 乔俊飞
- 赵耀华
- 王璞
- 宋晓艳
- 路德春
- 尉海军
- 李冬
- 汪夏燕
- 陈树君
- 宋惠远
- 高学云
- 刘海滨
- 韩红桂
- 陈标华
- 郑宏
- 李建荣
- 安全福
- 席晓丽
- 李小军
- 赵衍刚
- 韩强
- 张永哲

#### 卓越人才[34]
- 杨晓东
- 赵密
- 王伟
- 周宏元
- 邓积光
- 王立华
- 许成顺
- 范立峰
- 金浏
- 翟天瑞
- 卢朝辉
- 闫鹏飞
- 张伟荣
- 杨璐
- 魏巍
- 胡宇翔
- 解意洋
- 刘秀成
- 高靓
- 张亮
- 李易

### 排名
北京工业大学的土木工程入选“双一流”工程建设名单。2017年公布的全国第四轮学科评估结果中，学校共有33个一级学科入选，其中土木工程获评为排名2%～5%的A，另有环境科学与工程获评为排名前5%~10%的A-，机械工程、光学工程、材料科学与工程、控制科学与工程、计算机科学与技术、软件工程获评为排名前10%～20%的B+。
此外，北京工业大学的工程学，材料科学，化学，环境科学与生态学、计算机科学、生物学与生物化学共6个学科进入基本科学指标数据库（ESI）的前%1。
在各大学排行榜中，北京工业大学位列2022年美国新闻与世界报道大学排名第701名、2022年泰晤士高等教育世界大学排名第1001-1200名和2022年QS世界大学排名第700-751名（国内第30名），近年来在上述排行榜中均有进步。
2022年，北京工业大学进入国家第二轮“双一流”建设行列。近年来，学校的进步速度在“211工程”大学中位居前列，在地处朝阳区、濒临欢乐谷、紧靠地铁线路的优质地理区位环境下，在北京市委、市政府的大力支持下，传承与创新融合的北京工业大学将继续焕发出勃勃生机。

## 校园风采

### 学生社团
北京工业大学依托各具特长的教师、学生与广阔充足的场所环境，开展了丰富的校园活动，拥有60多个学生社团，由学生会统一进行管理。
| 学生社团               | 学生社团               | 学生社团              | 学生社团              | 学生社团                 | 学生社团              |
| ---------------------- | ---------------------- | --------------------- | --------------------- | ------------------------ | --------------------- |
| 融媒体中心             | 蓝鲸环境保护与发展协会 | 先锋实践社            | 北京工业大学手语联盟  | 自然爱好者协会           | 小动物观赏协会        |
| 武道文化交流社         | 北京工业大学台球社     | 乒乓球协会            | 北工大Chasers极限飞盘 | 北京工业大学定向越野协会 | 电竞社                |
| 北京工业大学网球协会   | 北京工业大学马术联盟   | 北工大峻野登山社      | 北京工业大学滑雪协会  | 棒球社                   | Sweepers冰壶社        |
| street legend滑板社    | 北京工业大学足球协会   | Fireball腰旗橄榄球社  | CrossRoad骑行社       | BJUT羽毛球协会           | 北京工业大学剑术社    |
| 跆拳道社               | 砂板乒乓球             | 雅乐尼音社            | 新疆艺术社            | 推理桌游社               | 北工大民谣吉他社      |
| 美食文化社             | 空间动漫社             | 芰川汉服社            | 光源模特社            | 格桑花交流协会           | EFL东四环街舞社       |
| 传笑堂相声社           | 北京工业大学摄影协会   | 北京工业大学国学社    | 咲樱中日交流协会      | 爱尔兰文化社             | 北京PMC音乐爱好者协会 |
| GhostEyes魔术爱好者协  | 音落城下配音社团       | 100悦读社             | BJUTB-BOX社           | SH球鞋文化社             | 北京工业大学音乐剧社  |
| NEXUS特摄协会          | 桥牌社                 | 北京工业大学辩论社    | 军事爱好者协会        | 人体运动科学协会         | 北工大民用航空航天社  |
| 北京工业大学寰宇天文协 | 北工大科幻协会         | 北工大FIA金融投资协会 | ican创新协会          | 北京工业大学英语协会     | 知行学社              |
| 未来会计师协会         | 智人协会               | 排球社                |                       |                          |                       |

（仅供参考，更新于2021年）

### 学校设施

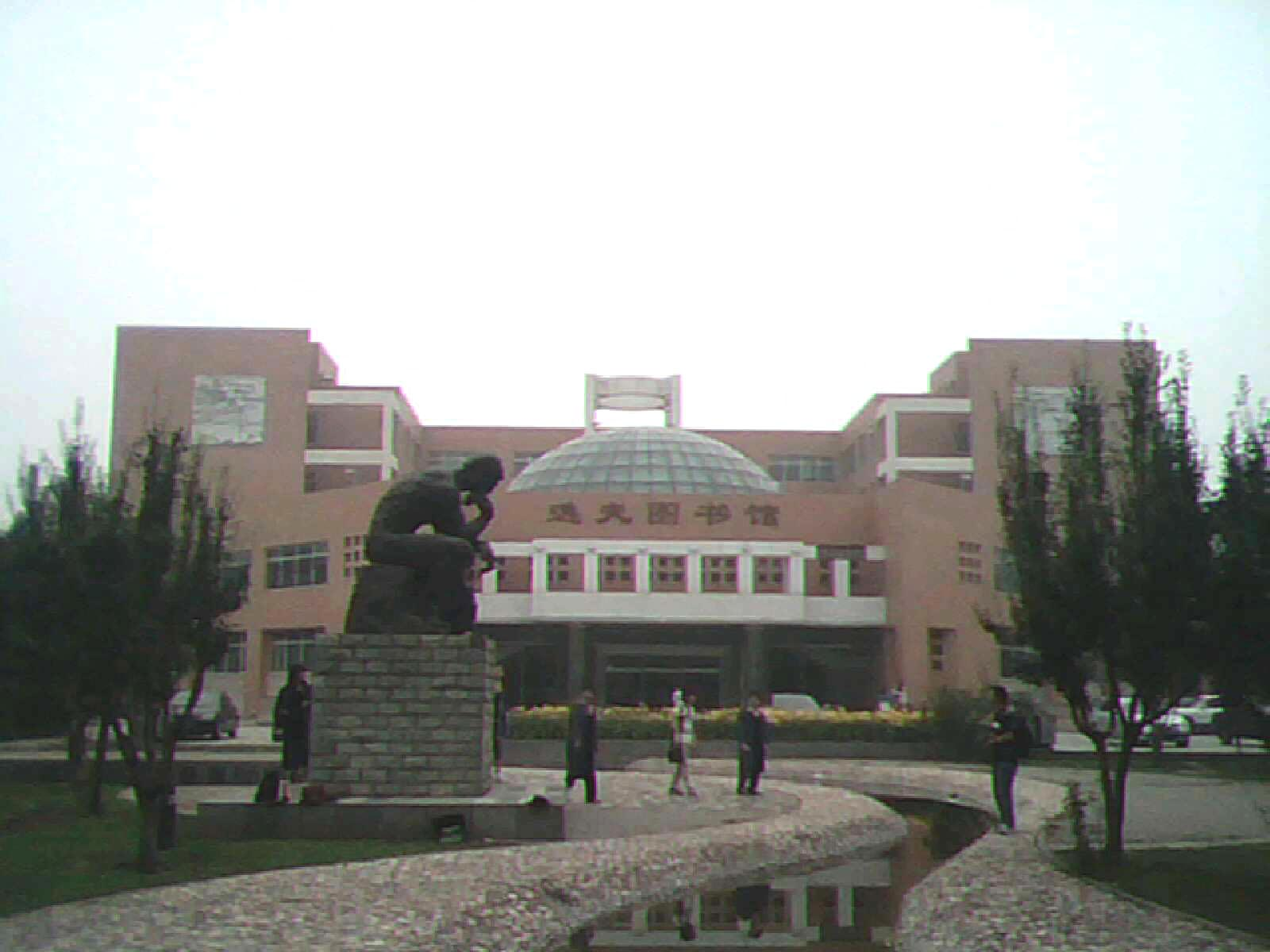
北京工业大学逸夫图书馆（改造前）

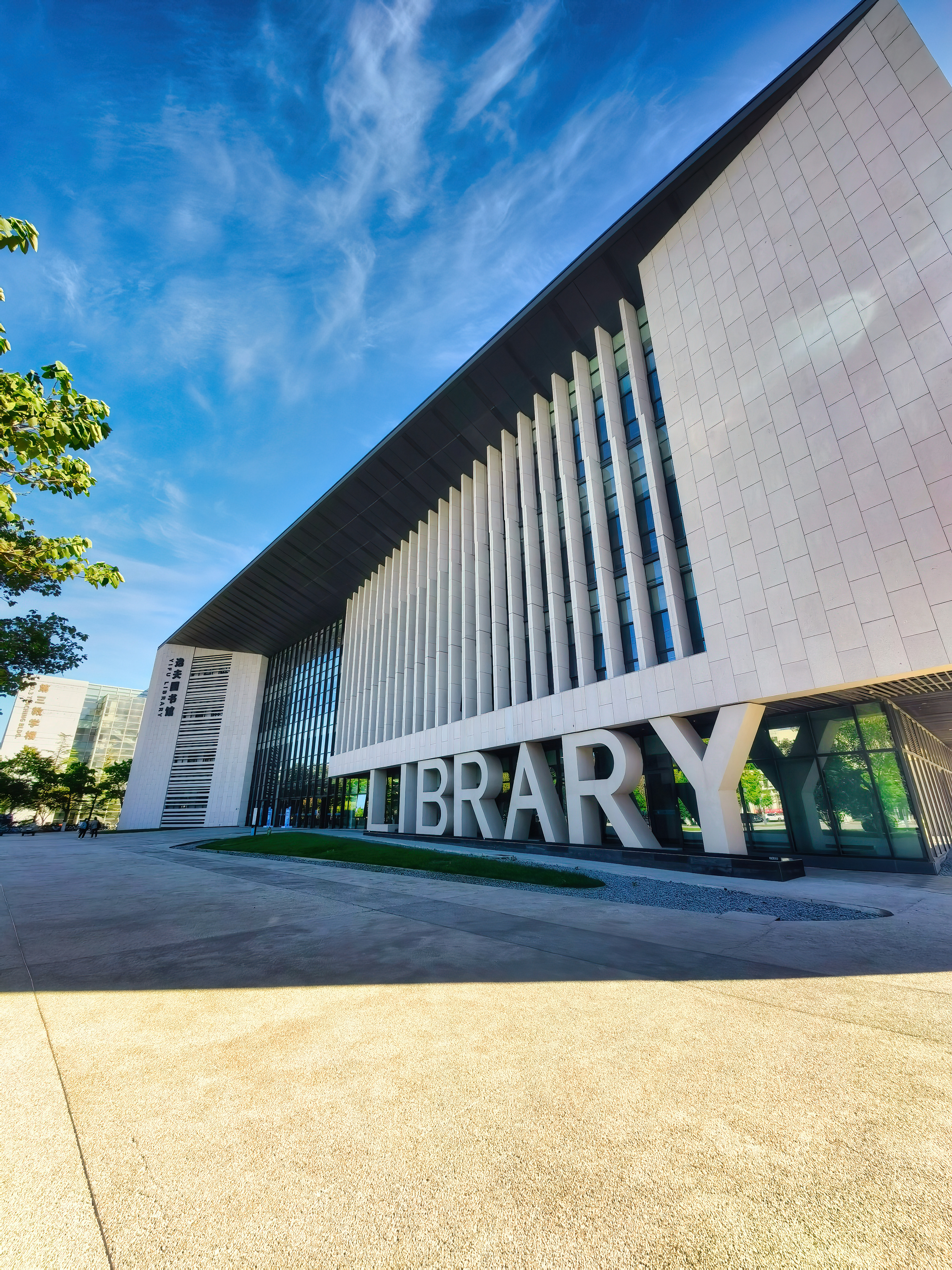
北京工业大学逸夫图书馆（改造后）

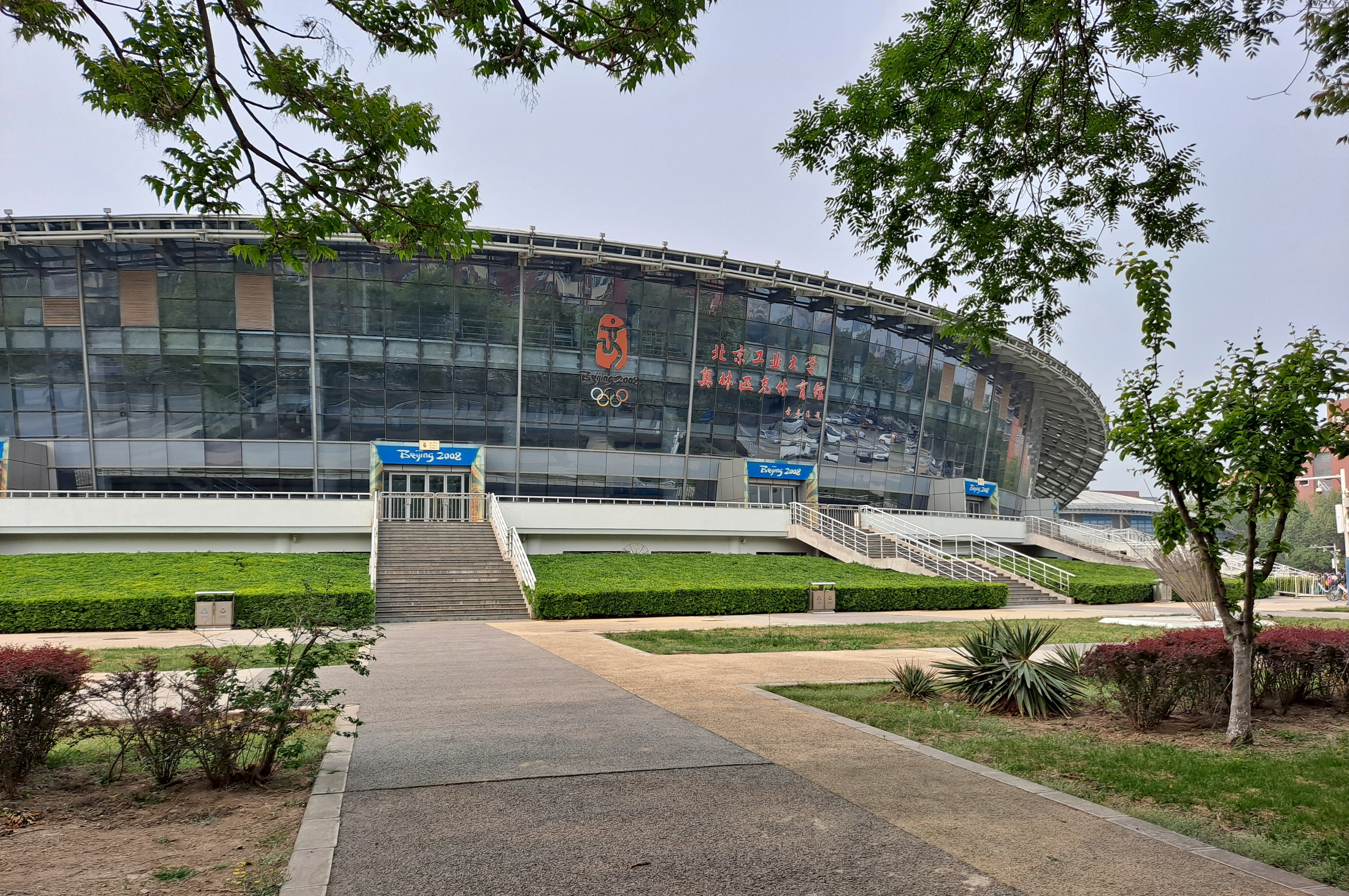
北京工业大学体育馆

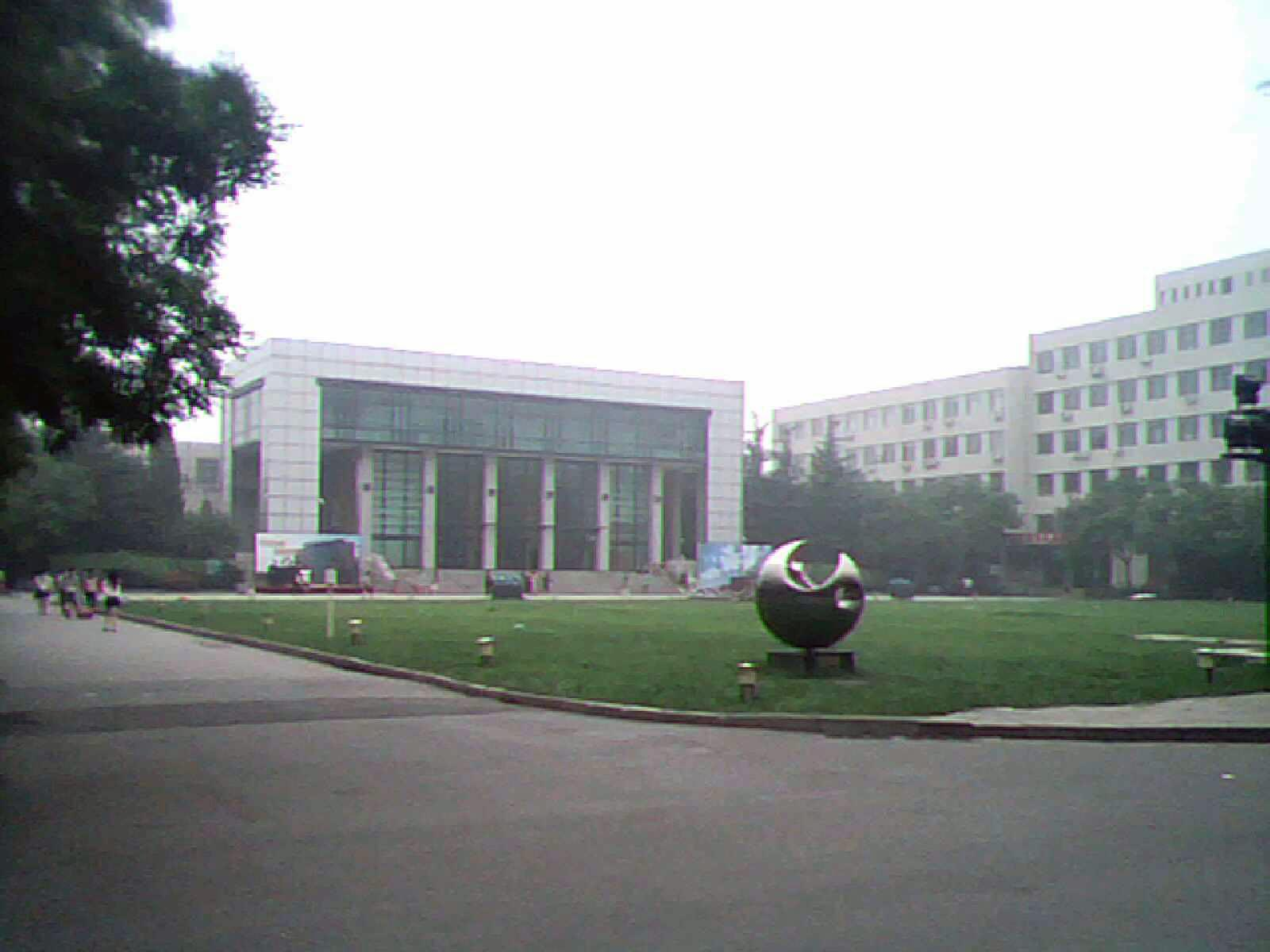
北京工业大学礼堂广场

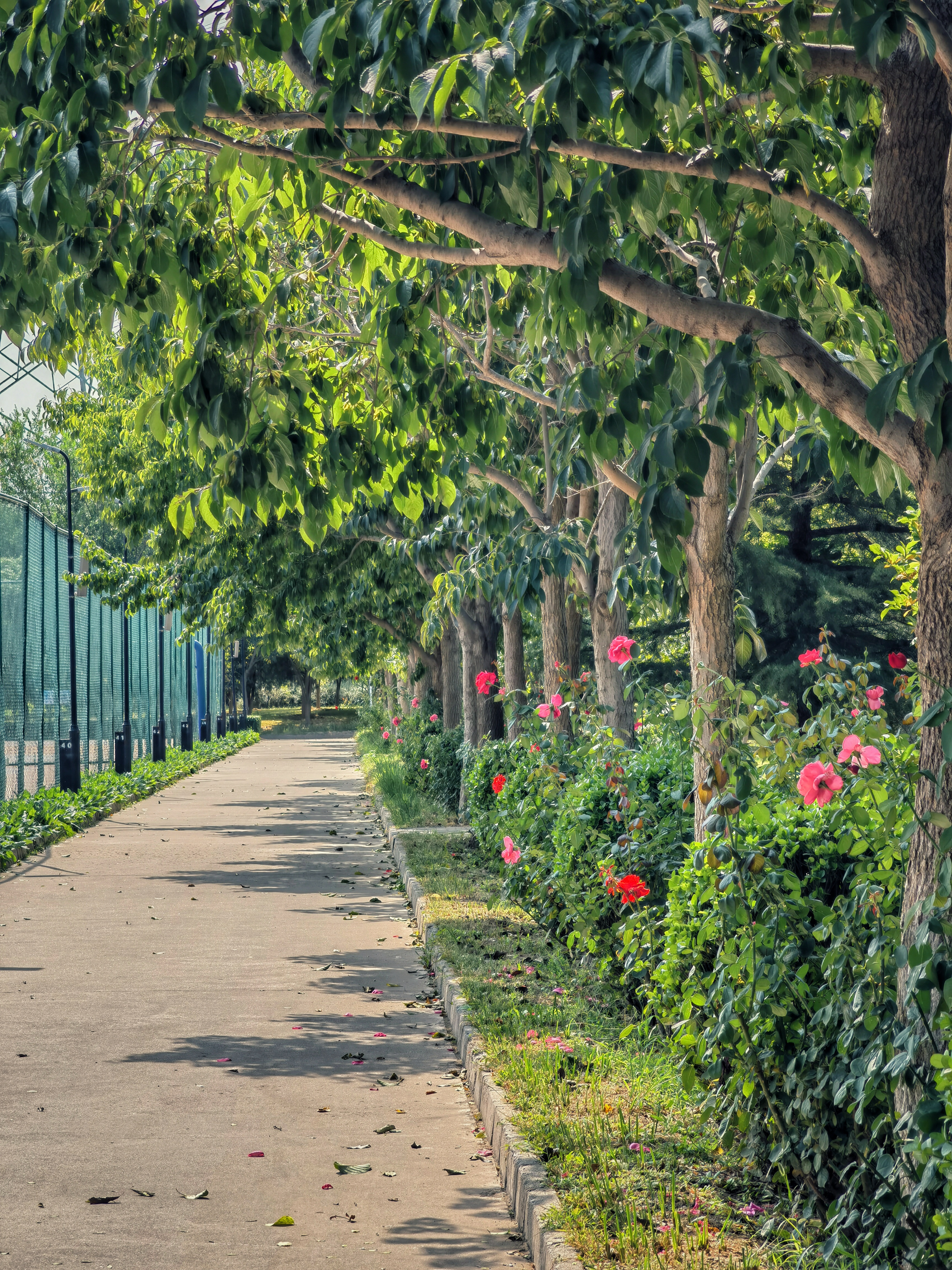
北京工业大学通州校区操场后方小路

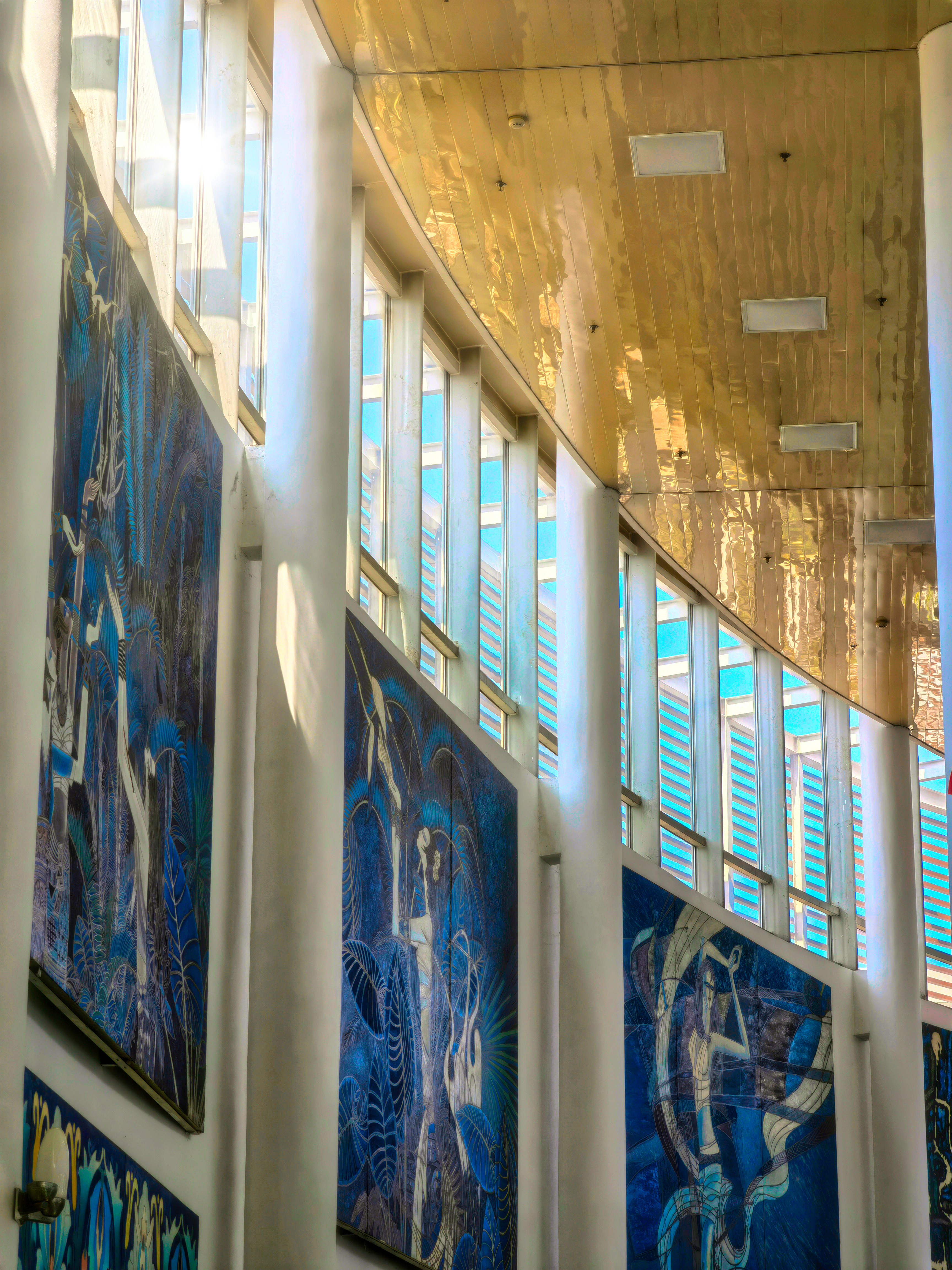
北京工业大学通州校区田园食堂

#### 图书馆
- 北馆（旧图，随着新逸夫图书馆投入使用，旧馆已于2019年7月31日闭馆，共37年使用时间，1982年至2019年[44]）
- 逸夫图书馆（原南馆。于2019年上半年竣工，已在下半年投入使用[45][46]）
- 通州校区图书馆（分为两个馆舍，其一为耕园图书馆、其二为位于汲学楼三层的阅览室。[47]）
- 中蓝公寓阅览室（由图书馆管理，但不提供图书借阅，仅供室内自习。[48]）

北京工业大学图书馆藏书中外文纸质图书200万余册，中外文期刊杂志1600多种，并拥有丰富的电子资源。作为学校文献信息中心，北京工业大学图书馆始建于1960年，馆舍几经变迁，目前可供使用的有2处，分别位于校本部及通州校区。校本部图书馆于2019年9月启用，面积4万余平米，座位数3000余个；通州校区图书馆面积两千余平米，座位数500余个。形成了以工科为主，理、工、文等多种学科兼有，纸本、电子、多媒体等多种类型的文献资源体系，实行全方位藏借阅一体的开放式服务，依托校园网为教学科研用户提供实时的文献信息查询服务，并以馆际互借、网上文献传递、联机书目查询等方式满足读者对馆藏以外文献信息的需求。 北工大图书馆与国家图书馆、首都图书馆、中科院文献情报中心等多家单位建立了文献信息资源的共知、共建和共享的合作关系；加入了OCLC、CALIS和BALIS等馆际合作网络，在数据库集团采购、联机合作编目、教学参考书全文库建设、联合参考咨询和馆际互借等项目中发挥了积极的作用。
主要部门有：综合办公室、读者服务部、情报报务部、资源建设部、信息技术部、阅读推广部、通州校区分馆部。

#### 教学楼
本部：
- 第一教学楼（一教）
- 第二教学楼（二教）
- 第三教学楼（三教）
- 第四教学楼（四教）
- 科学楼
- 材料楼
- 经济与管理学院楼
- 机械工程与应用电子技术学院楼
- 生命楼
- 能源楼
- 体育教学部
- 艺术楼
- 环能楼
- 人文楼
- 软件楼
- 实训楼
- 城建楼
- 理科楼

通州校区：
- 第一教学楼
- 第二教学楼
- 第三教学楼
- 汲学楼

#### 学生宿舍
- 校内宿舍

北京工业大学校本部拥有1-12号共12个宿舍楼，供本科生、研究生以及博士生住宿，学生每年分布情况不同。通州校区共A、B、C、D四栋宿舍楼，其中A、B宿舍楼为女生宿舍，C、D宿舍楼为男生宿舍。
- 中蓝公寓

- 男生宿舍楼

- 蓝静园
- 蓝辉园
- 蓝悦园

- 女生宿舍楼

- 蓝雅园
- 蓝怡园
- 蓝馨园
- 蓝芳园

#### 食堂
北京工业大学共有12个大型食堂。
- 校本部

天天餐厅、北区食堂、清真餐厅、1727咖啡厅、美食园、风味餐厅、奥运餐厅。
- 中蓝校区

中蓝餐厅、清真餐厅（中蓝校区）。
- 通州校区

田园餐厅（二层为清真餐厅）。

#### 体育场所
北京工业大学本部及通州校区均拥有体育馆、游泳馆、网球场等多种体育运动场所。
其中北京工业大学体育馆曾作为2008年北京奥运会比赛场所，赛后成为2008年北京奥运会留给北京的重要文化遗产之一，也成为北京市东南区域和学校的标志性建筑之一。目前主要为学校体育教学和大学生文体活动服务。同时，利用体育馆的有利条件承办大型赛事、演出，并在节假日对公众开放，既促进社区体育事业的发展，又可以产生一定的经济效益，减轻体育馆运营的财务负担。

#### 校医院
北京工业大学校医院坐落于本部校区的东北角，是一所综合性的一级甲等基层医院，于2016年完成外立面及内部改造。院内设有内科、外科、妇科、耳鼻喉科、口腔科、预防保健科和放射、检验、心电、超声、理疗、药房等众多科室。医院24小时急诊值班。

## 国际合作
目前，北京工业大学已与欧洲、美洲、亚洲、澳洲中35个国家和地区的198所高校、研究机构正式建立了友好合作关系，与校际交流院校建立了不同层次、不同模式的90余个学生交流项目，其中包括“3+1”、“3+1+1”、“1+2+1”以及“2+2”等各类长、短期学习项目。

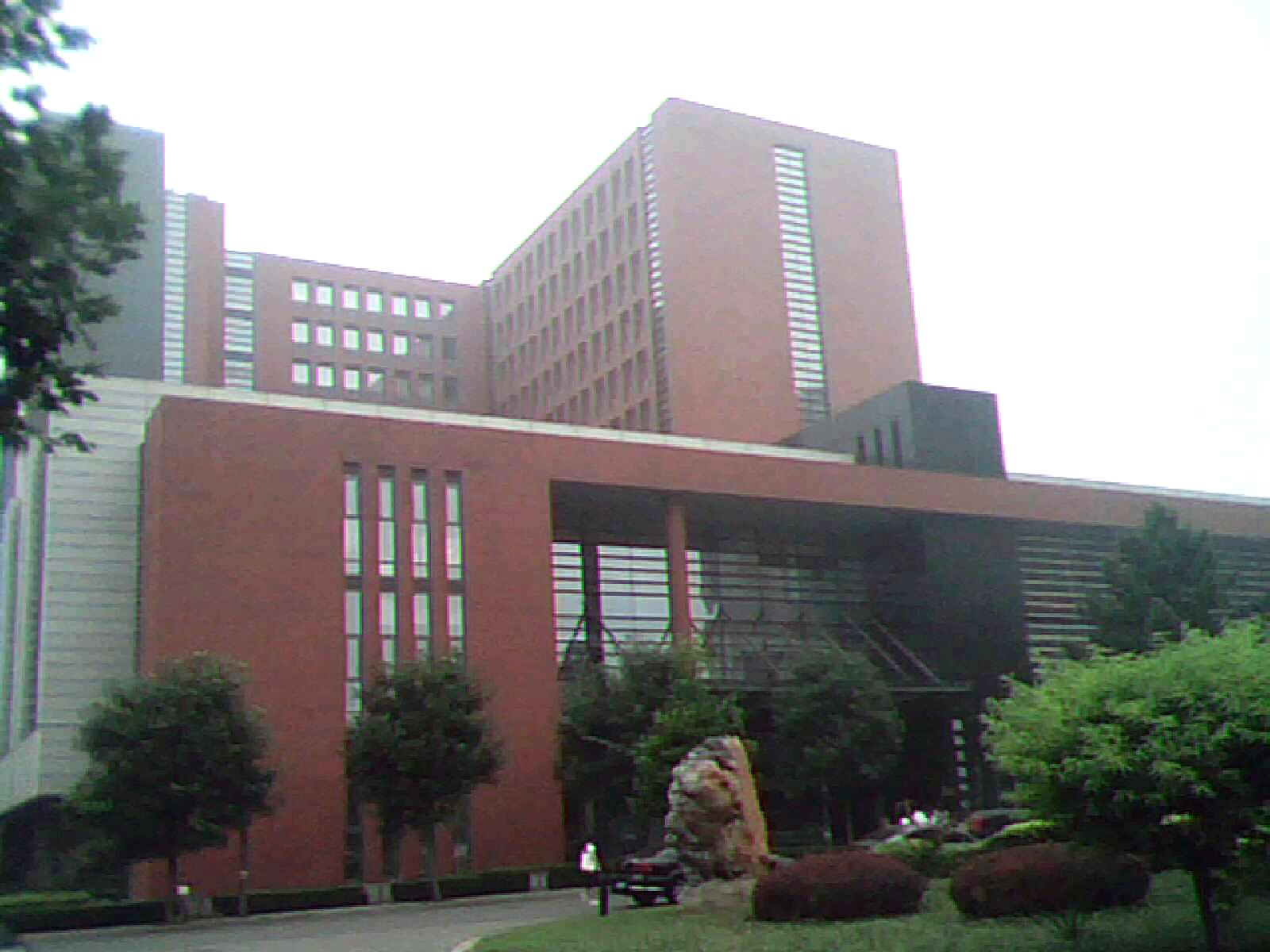
北京工业大学国际交流部

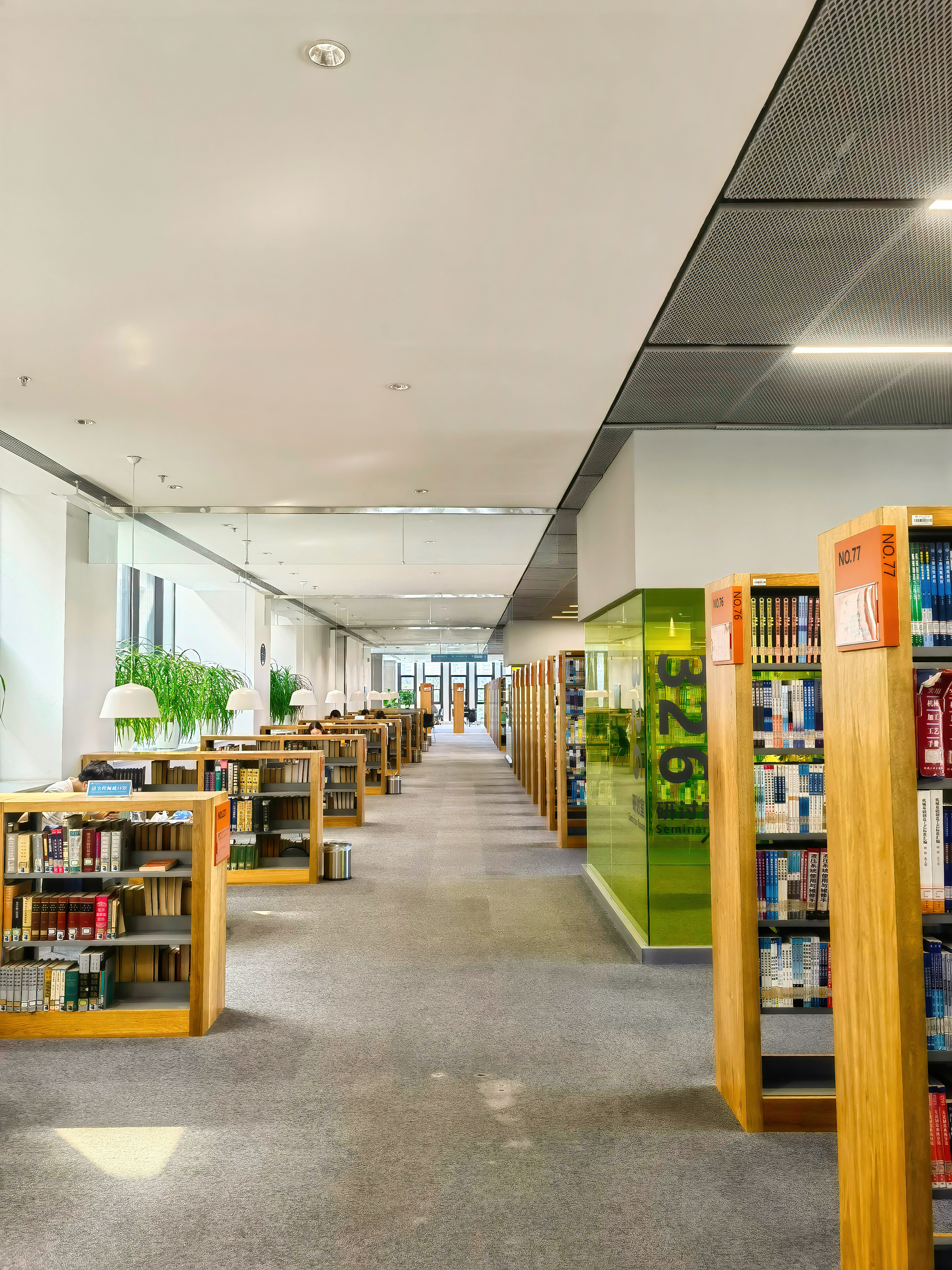
北京工业大学逸夫图书馆内景

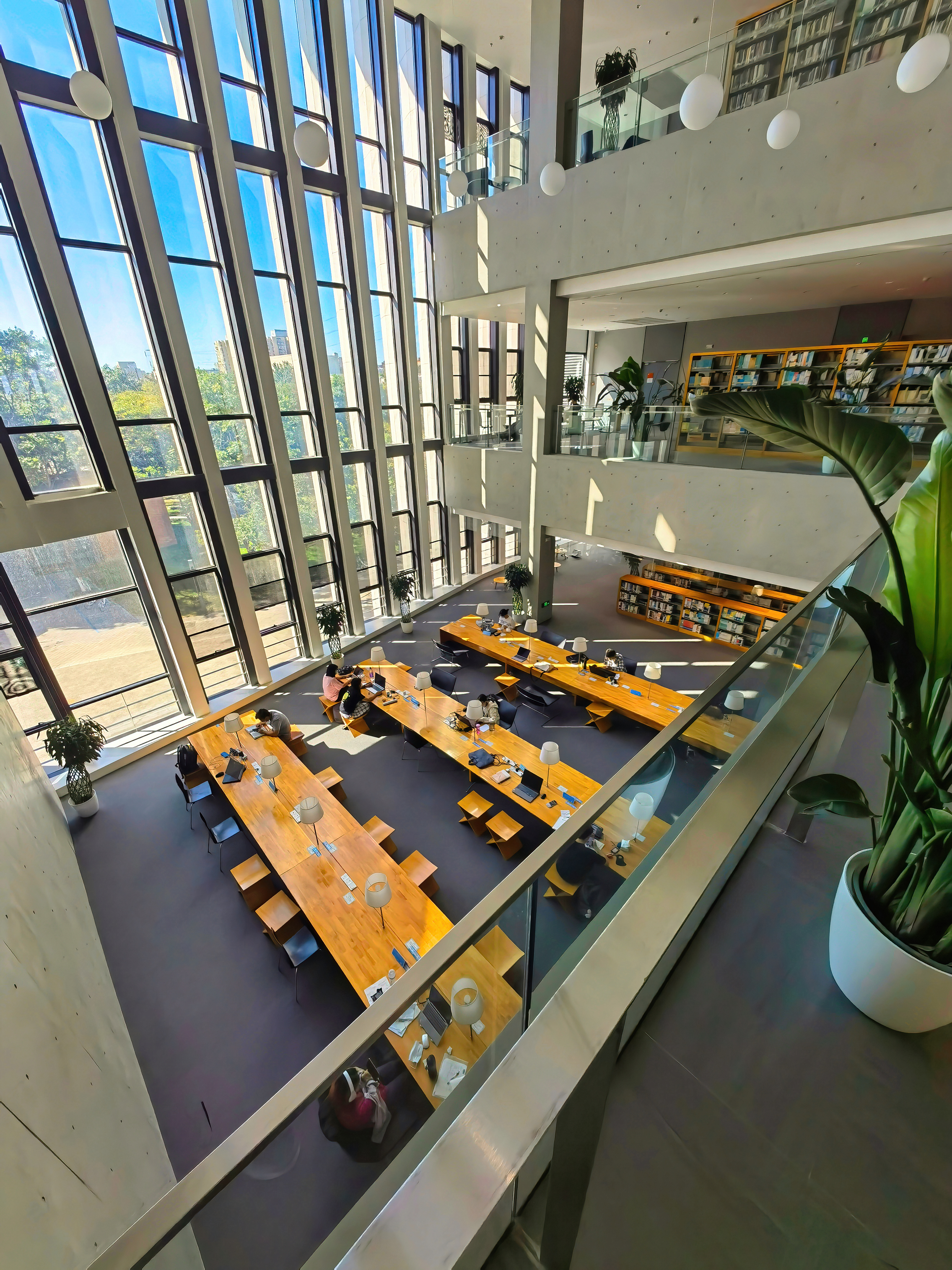
北京工业大学逸夫图书馆内景

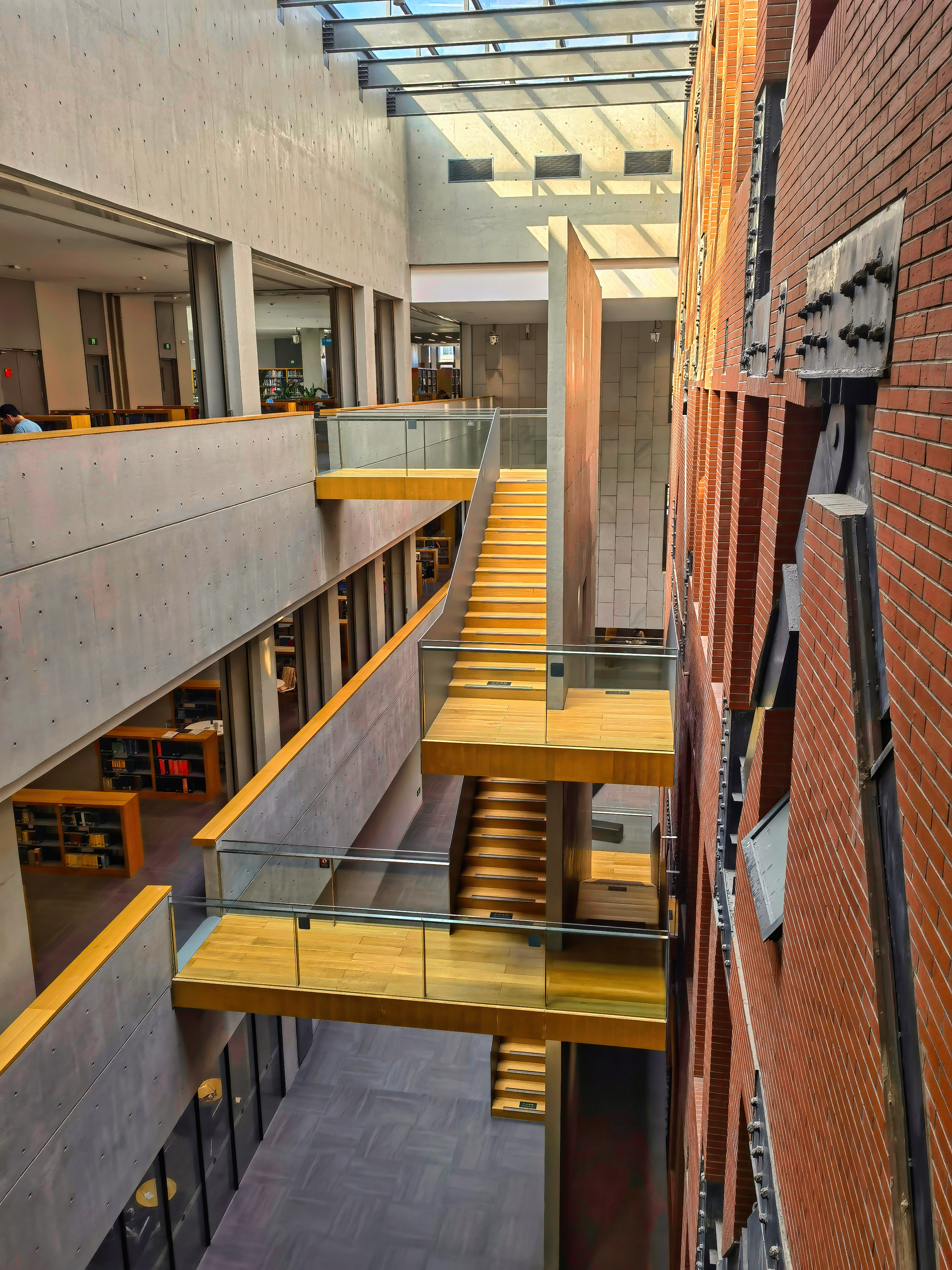
北京工业大学逸夫图书馆内景

| 合作高校名称                        | 国别/地区 | 项目模式                                         |
| ----------------------------------- | --------- | ------------------------------------------------ |
| 爱尔兰国立都柏林大学                | 爱尔兰    | 交换学习一年或交流学习两年（本硕连读）、外培计划 |
| 爱尔兰国立科克大学                  | 爱尔兰    | 交换学习一年、外培计划、短期交流                 |
| 奥地利克雷慕斯应用技术大学          | 奥地利    | 研究生联合培养                                   |
| 北丹麦大学学院                      | 丹麦      | 交换学习一年                                     |
| 比利时布鲁塞尔自由大学              | 比利时    | 交换学习一年                                     |
| 波兰奥波莱工业大学                  | 波蘭      | 交换学习一年                                     |
| 波兰波兹南理工大学                  | 波蘭      | 交换学习一年                                     |
| 丹麦奥尔堡大学                      | 丹麦      | 交换学习一年                                     |
| 丹麦科技大学                        | 丹麦      | 交换学习一年                                     |
| 德国波茨坦大学HPI研究院             | 德国      | 研究生联合培养                                   |
| 德国斯图加特应用技术大学            | 德国      | 交换学习一年                                     |
| 德国锡根大学                        | 德国      | 交换学习一年                                     |
| 俄罗斯普列汉诺夫经济大学            | 俄羅斯    | 交换学习一年                                     |
| 法国国立工艺大学                    | 法國      | 交换学习一年                                     |
| 法国南特大学                        | 法國      | 交换学习一年                                     |
| 法国诺曼底商学院                    | 法國      | 交换学习一年                                     |
| 法国信息工程技术与管理大学（EFREI） | 法國      | 交换学习一年                                     |
| 法国中央电子学院（ECE）             | 法國      | 交换学习一年                                     |
| 芬兰奥卢应用技术大学                | 芬兰      | 交换学习一年                                     |
| 芬兰拉普拉塔工业大学                | 芬兰      | 交换学习一年                                     |
| 芬兰坦佩雷大学                      | 芬兰      | 交换学习一年                                     |
| 荷兰阿姆斯特丹自由大学              | 荷蘭      | 交换学习一年                                     |
| 荷兰萨克逊应用技术大学              | 荷蘭      | 交换学习一年                                     |
| 荷兰乌特勒支应用技术大学            | 荷蘭      | 交换学习一年                                     |
| 荷兰格罗宁根汉斯大学                | 荷蘭      | 交换学习一年                                     |
| 西班牙瓦伦西亚工业大学              | 西班牙    | 交换学习一年                                     |
| 意大利罗马第二大学                  | 義大利    | 交换学习一年                                     |
| 意大利帕维亚大学                    | 義大利    | 交换学习一年                                     |
| 英国卡迪夫大学                      | 英国      | 本硕连读项目                                     |
| 英国曼彻斯特大学                    | 英国      | 交换学习一年                                     |
| 英国诺丁汉大学                      | 英国      | 研究生联合培养                                   |
| 澳大利亚国立大学                    |           | 交换学习两年（双学位）                           |
| 澳大利亚南澳大学                    |           | 交换学习一年                                     |
| 加拿大卡尔加里大学                  | 加拿大    | 交换学习两年（双学位）                           |
| 加拿大瑞尔森大学                    | 加拿大    | 研究生联合培养项目                               |
| 美国肯塔基大学                      | 美国      | 外培计划                                         |
| 美国马里兰大学                      | 美国      | 外培计划、短期学生交流项目                       |
| 美国缅因大学法明顿分校              | 美国      | 交换学习一年                                     |
| 美国纽约州立布法罗分校              | 美国      | 交换学习一年                                     |
| 美国圣何塞州立大学                  | 美国      | 交换学习一年或交流学习三年                       |
| 美国辛辛那提大学                    | 美国      | 交换学习一年                                     |
| 美国新墨西哥州立大学                | 美国      | 交换学习一年                                     |
| 美国中密苏里大学                    | 美国      | 交换学习一年                                     |
| 日本东北大学                        | 日本      | 交换学习一学期或一年                             |
| 日本国士馆大学                      | 日本      | 交换学习一学期或一年                             |
| 日本金泽大学                        | 日本      | 交换学习一学期或一年                             |
| 日本名古屋大学                      | 日本      | 交换学习一学期或一年                             |
| 日本香川大学                        | 日本      | 交换学习一学期或一年                             |
| 日本熊本大学                        | 日本      | 交换学习一学期或一年                             |
| 日本佐贺大学                        | 日本      | 交换学习一学期或一年                             |
| 韩国釜庆大学                        |           | 交换学习一年                                     |
| 韩国建国大学                        |           | 交换学习一年                                     |
| 韩国交通大学                        |           | 交换学习一年                                     |
| 韩国梨花女子大学                    |           | 交换学习一年                                     |
| 韩国启明大学                        |           | 交换学习一年                                     |
| 韩国仁荷大学                        |           | 交换学习一年                                     |
| 香港理工大学                        | 香港      | 交换学习一学期                                   |
| 台灣中原大学                        | 中華民國  | 交换学习一学期                                   |
| 台湾交通大学                        | 中華民國  | 外培计划                                         |
| 英国剑桥大学                        | 英国      | 短期学生交流项目                                 |
| 英国华威大学                        | 英国      | 短期学生交流项目                                 |
| 英国牛津大学                        | 英国      | 短期学生交流项目                                 |
| 美国哈佛大学                        | 美国      | 短期学生交流项目                                 |
| 美国明尼苏达大学                    | 美国      | 短期学生交流项目                                 |
| 日本东京大学                        | 日本      | 短期学生交流项目                                 |

## 关联机构
- 北京工业大学耿丹学院
- 北京工业大学附属中学
- 北京工业大学幼儿园
- 北工大软件园
- 北工大出版社